# Guerra civile ungherese (1264-1265)
La guerra civile ungherese del 1264-1265 (in ungherese 1264-1265. évi magyar belháború) fu un breve conflitto dinastico combattuto tra il re Béla IV d'Ungheria e suo figlio Stefano a cavallo tra il 1264 e il 1265.
I rapporti tra Béla e il suo primogenito ed erede, Stefano, erano diventati tesi all'inizio del 1260, in quanto l'anziano monarca sembrava preferire la figlia Anna e il figlio più piccolo di lui, il duca Béla di Slavonia. Stefano accusò Béla di aver deciso di diseredarlo. Dopo un breve periodo di lotta, Stefano costrinse il padre a cedergli tutte le terre del regno d'Ungheria a est del Danubio e gli fu conferito il titolo di re minore (Rex iunior) nel 1262. Tuttavia, i loro rapporti rimasero tesi, circostanza che provocò una guerra civile alla fine del 1264 conclusasi con la vittoria di Stefano sull'esercito reale del padre. Nel 1266 i contendenti stipularono un trattato di pace, ma esso non riuscì ad appianare le divergenze sussistenti prima dello scoppio delle ostilità. La guerra civile del 1264-1265 fu uno degli eventi che scatenò una fase di anarchia feudale in Ungheria negli ultimi decenni del XIII secolo. Béla morì poi nel 1270.
Le fonti menzionano raramente e in maniera fugace la guerra civile. Le lettere di donazione e i documenti ungheresi, così come le cronache dell'Austria e gli Annales dell'epoca, riferiscono infatti in modo assai fugace e senza contestualizzare alcuni eventi relativi alla guerra. Di conseguenza, esistono diverse ricostruzioni storiografiche relative alla cronologia della guerra civile. La ricostruzione più accreditata degli avvenimenti è stata compilata dallo storico Attila Zsoldos in una sua monografia completamente incentrata sul conflitto tra Béla IV e Stefano.

## Contesto storico

### Cambiamenti sociali
Quando Béla IV salì al trono ungherese nel 1235, chiarì subito le sue priorità, affermando che gli premeva «il ripristino dei diritti della corona» e «il ritorno alle condizioni esistenti nel paese» durante il regno di suo nonno, Béla III. Il sovrano istituì delle commissioni speciali, le quali si preoccuparono di revisionare tutte le carte reali relative alla concessione di feudi e promulgate dopo il 1196. L'annullamento da parte del monarca di queste precedenti donazioni gli alienò molti sudditi.
La prima invasione mongola dell'Ungheria (1241-1242) aveva devastato gran parte del regno magiaro, in particolare modo le pianure situate a est del Danubio, dove almeno la metà dei villaggi cessò di esistere e si spopolò completamente. Il rischio di fronteggiare una nuova invasione mongola coincise con la preoccupazione principale delle politiche militari di Béla. In una lettera del 1247 spedita a papa Innocenzo IV, Béla annunciò il suo progetto di rafforzare il Danubio con delle nuove roccaforti. Abrogata l'antica prerogativa che garantiva esclusivamente al re la facoltà di costruire e possedere castelli, egli promosse la realizzazione di quasi 100 nuove strutture difensive entro la fine del suo regno. Egli effettuò delle concessioni di terre nelle regioni boscose e obbligò i nuovi proprietari terrieri a fornire cavalieri pesantemente corazzati e ben equipaggiati alle armate della corona. Nel tentativo di ripopolare il suo regno, il quale aveva subito un drastico calo demografico a seguito dell'invasione mongola, Béla IV promosse la colonizzazione di coloni tedeschi, moravi, polacchi, ruteni e da altre regioni ancora. Inoltre, convinse anche i cumani, che avevano lasciato l'Ungheria nel 1241, a tornare e a stabilirsi nelle pianure lungo il fiume Tibisco.

### Il difficile rapporto tra Béla IV e Stefano

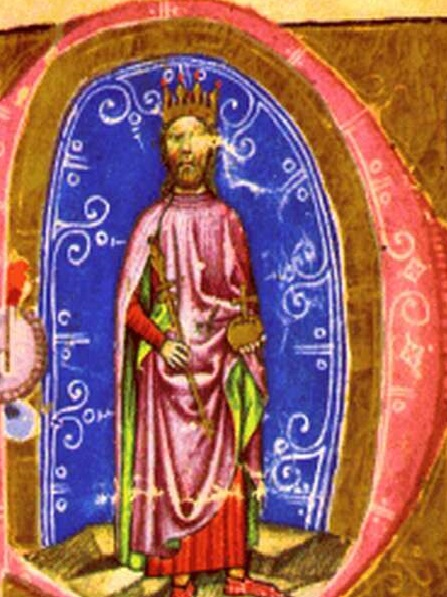
Re Béla IV d'Ungheria in una miniatura tratta dalla Chronica Picta

Il figlio maggiore di re Béla, Stefano, nacque nel 1239. Un documento reale risalente al 1246 menziona Stefano come «re e duca di Slavonia». Sulla base di quanto risulta, l'anno precedente Béla aveva fatto incoronare il figlio come re, proclamandolo suo erede al trono. A Stefano donò le terre situate tra il fiume Drava e il Mar Adriatico. Dal 1245, il giovane Stefano governò nominalmente le province della Croazia, della Dalmazia e della Slavonia. Quando Stefano raggiunse la maggiore età nel 1257, suo padre lo nominò duca di Transilvania. Il governo di Stefano fu di breve durata, in quanto il padre lo trasferì in Stiria nel 1258. Le sue politiche risultarono impopolari in Stiria e, con il sostegno del re Ottocaro II di Boemia, la nobiltà locale si ribellò all'amministrazione ungherese. Anche se Stefano ottenne importanti successi durante la guerra in Boemia, nella decisiva battaglia di Kressenbrunn l'esercito congiunto di re Béla e Stefano fu sconfitto il 12 luglio 1260, soprattutto perché le forze principali al comando di Béla giunsero in ritardo. Stefano, al comando dell'avanguardia, riuscì a fuggire a stento dal campo di battaglia. La pace di Vienna firmata il 31 marzo 1261 pose fine al conflitto tra Ungheria e Boemia, costringendo Béla IV a rinunciare alla Stiria in favore di Ottocaro II. Stefano tornò in Transilvania e la amministrò per la seconda volta dopo aver abbandonato la Stiria.
I rapporti di Stefano con Béla IV si deteriorarono all'inizio del 1260. Le carte reali di Stefano rivelano la sua paura di essere diseredato ed espulso dal padre. Nei suoi documenti successivi, il duca affermò di aver «sofferto una grave persecuzione immeritata da parte dei suoi genitori», i quali volevano scacciarlo «come un esule oltre i confini della sua terra» o (regnum). Egli accusò inoltre alcuni aristocratici il cui nome risulta ignoto di aver istigato il vecchio monarca contro di lui. La causa dello scontro è assolutamente incerta: lo storico Attila Zsoldos ha posto l'accento sul fatto che il figlio minore omonimo di Béla fu nominato duca di Slavonia nel 1260. Tradizionalmente, dalla seconda metà del XII secolo, il duca di Slavonia era considerato l'erede designato al trono magiaro. A causa delle emergenti tensioni tra il monarca e il figlio maggiore, Stefano accusò il padre di aver progettato di diseredarlo a favore del fratello minore, l'undicenne Béla.

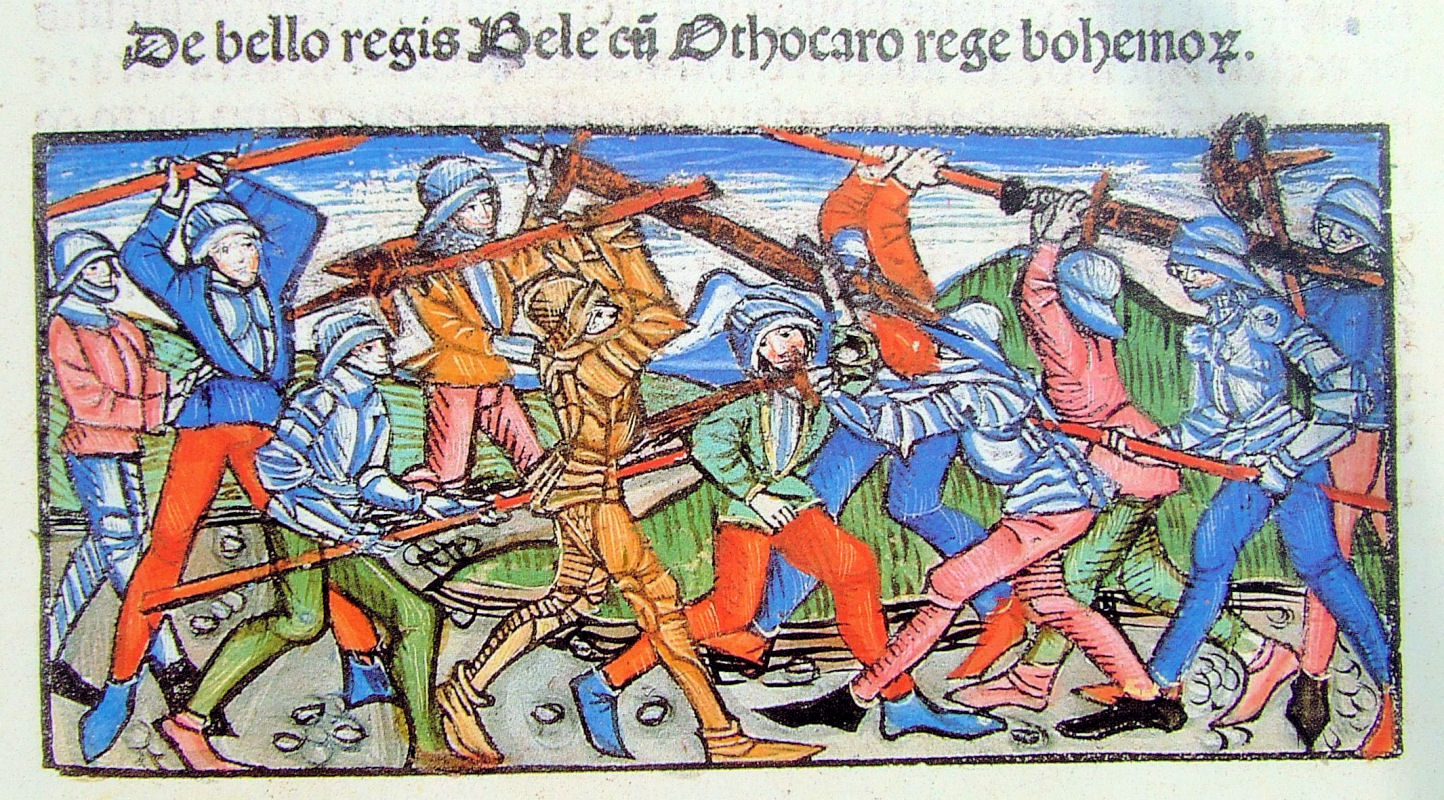
La battaglia di Kressenbrunn in una miniatura tratta dalla Chronica Hungarorum. Essa segnò un punto di svolta nei rapporti tra Béla IV e Stefano ed è ritenuta una delle più importanti battaglie di Béla

Secondo diversi storici, tra cui Gyula Pauler e Jenő Szűcs, la nomina del giovane Béla a duca di Slavonia costituì il motivo principale per cui si deteriorarono i rapporti tra padre e figlio. Al contrario, Zsoldos ha ritenuto che la nomina di Béla fosse una conseguenza del loro rapporto teso, non la causa principale. Jenő Szűcs ha affermato che Béla IV, il quale tentò di ripristinare l'autorità reale e di rivedere le concessioni terriere dei suoi predecessori compiute in Ungheria, si oppose fortemente alle generose donazioni compiute da Stefano ai suoi sostenitori (ad esempio, l'influente nobile Denis Péc) in Stiria, evento che rese complicati i loro rapporti. Stando a Szűcs, il monarca fece di tutto per proteggere la quota di feudi reali in Slavonia. Attila Zsoldos ha considerato la sconfitta a Kressenbrunn una delle ragioni principali del deterioramento delle relazioni. Gli errori commessi sul campo di battaglia portarono gli ungheresi a subire una grave sconfitta; Stefano, gravemente ferito, si salvò a stento. Zsoldos ha ipotizzato che a seguito della lotta ebbe luogo un duro alterco tra Béla e Stefano. Durante il suo regno, Béla IV si dimostrò ben «lontano dall'ideale del sovrano guerriero», come sostenuto dallo storico rumeno Tudor Sălăgean. Anche la Chronica Picta sostiene che Béla «era un uomo di pace, ma il meno fortunato nella conduzione di eserciti e battaglie» quando racconta la sconfitta riportata da Béla nella battaglia di Kressenbrunn. Al contrario, l'ambizioso duca Stefano «possedeva tutte le qualità necessarie per diventare un eccezionale comandante militare». A giudizio di Sălăgean, Stefano, che incarnava l'ideale della «cavalleria tardo-medievale», poteva scegliere i proseliti adatti al combattimento tra i giovani membri di famiglie nobili minori (ad esempio Rinaldo Básztély, Egidio Monoszló e Mikod Kökényesradnót). Grazie alle sue donazioni, Stefano costituì una nuova élite politica e militare, la quale si oppose alle vecchie famiglie aristocratiche vicine al re Béla IV e alla regina Maria Lascaris. Stefano si sforzò di ritagliarsi una fetta di autonomia in Transilvania, tentando di assegnare dei ruoli di spicco ai suoi sostenitori. Poco dopo il suo arrivo, destituì Ernye Ákos, il fedele barone di suo padre, come voivoda di Transilvania. Anziché focalizzarsi sul dualismo e sui contrasti sussistenti tra padre e figlio, Gyula Kristó ha posto l'accento sulla base sociale dei due regni come fattore principale del conflitto. Secondo Kristó, Stefano si rivoltò contro il padre su pressione dei suoi stessi confidenti e sostenitori, i quali volevano sottrarre il controllo dell'Ungheria alla vecchia élite. Rimarcando un altro aspetto, Zsoldos ha ritenuto che Stefano fosse stato trasferito dalla Slavonia alla Transilvania a causa del pericolo di una possibile invasione mongola a cavallo tra il 1259 e il 1260; ciò potrebbe dimostrare che Béla rispettava effettivamente le capacità militari del figlio. Nel 1261 i loro rapporti non si erano ancora irreversibilmente deteriorati: Stefano e suo padre invasero insieme la Bulgaria e si impadronirono di Vidin in quell'anno.

### La guerra civile del 1262 e la spartizione del regno
Jenő Szűcs ha sottolineato che Stefano, in qualità di duca di Transilvania, iniziò a impiegare arbitrariamente la denotazione «dei gratia» (per grazia di Dio) prima dell'elenco dei suoi titoli, malgrado essa venisse utilizzata esclusivamente dai re al potere in Ungheria. Stefano estese la sua autorità anche lungo il fiume Tibisco, oltre che in Transilvania, a cavallo tra il 1261 e il 1262. I cumani stanziati lì erano considerati suoi sudditi. Le carte di Stefano dimostrano che egli concesse delle terre nel comitato di Bihar, di Szatmár, di Bereg, di Ugocsa e in altre aree situate fuori dalla Transilvania. La sua solida posizione nella regione si intuisce sulla base dal fatto che la diocesi di Gran Varadino (Oradea Mare) ritenne opportuno confermare una lettera di donazione di Béla IV del marzo 1261 con Stefano nel settembre 1262. Già prima del 1262, nobili locali e funzionari amministrativi adottarono lo stesso modus operandi, compiacendo formalmente entrambi i sovrani. A quel tempo c'erano segni di un'escalation del conflitto: ad esempio, quando la coppia reale (Béla e Maria) visitò la provincia slava nella primavera del 1262, il monarca confiscò Medvedgrad alla diocesi di Zagabria per trasferirvi i gioielli della corona e i tesori reali da Albareale per custodirli e proteggerli da Stefano.

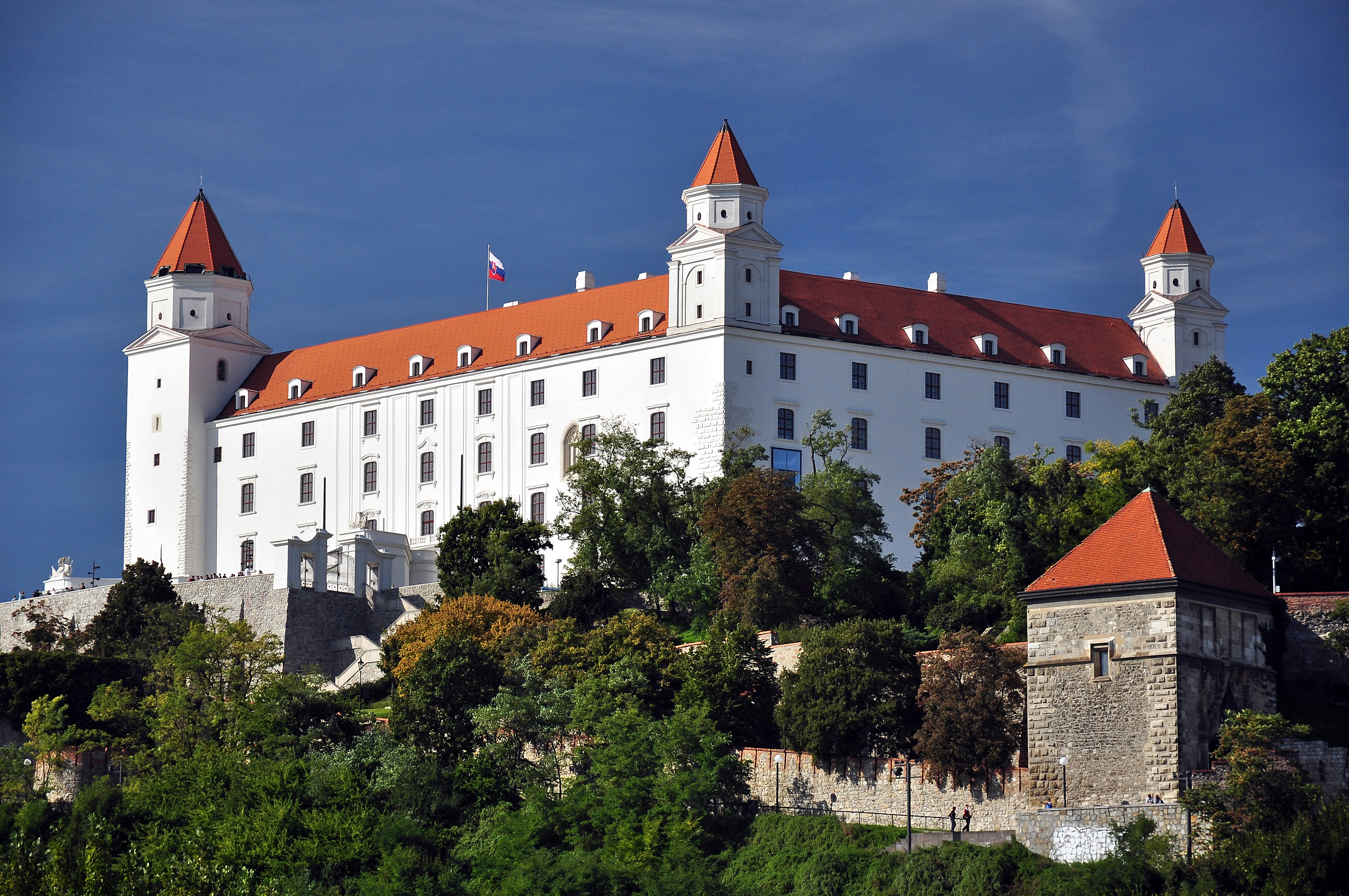
Il castello di Bratislava (Presburgo), dove padre e figlio firmarono il primo trattato tra loro nel 1262

A seguito di una serie di violazioni compiute dai rispettivi sostenitori del re e del suo primogenito, nell'autunno del 1262 scoppiò un conflitto armato o guerra civile tra Béla IV e Stefano. È plausibile che fu Stefano, il cui esercito marciò nella parte occidentale dell'Alta Ungheria (comitati di Bars e Pozsony), a scatenare la guerra. Secondo un documento la cui data non è indicata della regina Maria, Béla e Stefano «si fronteggiavano, con gli eserciti da entrambe le parti, pronti a scontrarsi l'uno contro l'altro», motivo per cui è ipotizzabile che non si verificarono atti dalla portata così grave da causare lo scoppio della guerra. Szűcs ha sostenuto che i due eserciti si incontrarono forse intorno al novembre 1262 nei pressi del castello di Presburgo (l'odierna Bratislava, in Slovacchia). Dopo l'intervento dei rappresentanti delle autorità locali laiche ed ecclesiastiche, rispettivamente lo zupano (ispán, conte) Herrand Héder e Ladislao, arcidiacono di Hont, si giunse alla stipula di una tregua tra le parti. Le controparti conclusero un trattato di pace intorno al 25 novembre 1262 con la mediazione dei due arcivescovi del regno, Filippo Türje di Strigonio e Smaragd di Kalocsa, oltre alla presenza di Filippo, vescovo di Vác, Benedetto, prevosto di Szeben e Giovanni, prevosto di Arad. Ai sensi della pace di Presburgo del 1262, Béla IV e Stefano si spartirono il controllo del regno d'Ungheria tenendo presente come linea di confine il Danubio: le terre a ovest del fiume rimasero sotto il diretto dominio di Béla, mentre Stefano assunse il dominio sui territori orientali. Quest'ultimo adottò anche il titolo di re minore (in latino rex iunior). Il 5 dicembre 1262, Stefano emise una carta a Poroszló in cui si dichiarava soddisfatto di tutto ciò che il padre gli aveva concesso nell'accordo raggiunto a Presburgo «alcuni giorni prima», promettendo in quell'occasione che non avrebbe avanzato ulteriori richieste. Impegnandosi inoltre a non agire contro il padre o il fratello minore, il duca Béla, ammise di aver preso possesso del castello di Fülek (la moderna Fiľakovo, in Slovacchia) insieme alle terre immediatamente circostanti, in conformità al trattato di pace con Béla IV. Stefano promise infine che avrebbe restituito tutti i possedimenti e i feudi che aveva sottratto ai baroni e ai servi di suo padre durante la guerra, ad eccezione delle persone citate che citava per nome (Enrico Preussel e Franco, i capitani di Fülek, che si rifiutarono di cedere il possesso della fortezza a Stefano, nonostante l'accordo).
Béla IV promise contemporaneamente che non avrebbe invogliato i cumani a unirsi alla sua alleanza. Stefano fece lo stesso con i sudditi tedeschi e slavi in Slavonia, così come con i mercenari boemi dell'esercito reale di Béla. I due concordarono che non si sarebbero mai vendicati dei nobili e dei servitori reali (servientes regis) fedeli alla controparte e che non avrebbero mai violato i loro feudi. Inoltre, l'estrazione e il commercio del sale in Transilvania furono posti sotto l'amministrazione di entrambi i sovrani.
Tudor Sălăgean ha ritenuto che la vittoria di Stefano fosse stata schiacciante e che, con i cumani ai suoi ordini, egli comandasse l'esercito più numeroso d'Ungheria. Il suo dominio o regno si estendeva nei comitati di Sáros, Újvár, Gömör, Borsod e Nógrád, oltre alla signoria di Torna, in direzione nord-ovest rispetto alla Transilvania. A sud, il suo regno si estendeva fino al confine con il Regno di Serbia (comitati di Bács, Valkó e Sirmia). Nonostante in passato la storiografia ritenesse che la sua sovranità non si estendesse nel Burzenland (Barcaság), ad oggi si ritiene che esercitasse il suo dominio anche in Transilvania.

### Una tregua fragile
Stefano era del tutto soddisfatto delle sue nuove acquisizioni. Nel maggio del 1263 promise che non avrebbe perseguitato i nobili che si erano uniti al padre, oltre a far sapere che se un condannato avesse tentato di spostarsi da un regno all'altro, i crimini per cui era stato punito non sarebbero stati annullati. Stefano chiese ai due arcivescovi di presentare i termini della pace di Presburgo alla Santa Sede nel luglio del 1263. Non è noto se papa Urbano IV avesse confermato la validità del trattato, in quanto Béla IV si rifiutò di coinvolgere la Chiesa nel processo di pace, nonostante l'arrivo in Ungheria del legato pontificio Velasco. Stefano istituì una corte reale separata, nominando i propri sostenitori in ruoli apicali nella sua Transilvania. Tra i suoi principali alleati figuravano il voivoda (capo militare) di Transilvania Ladislao II Kán e il bano di Severin Lorenzo Igmánd. Nella sostanza, Béla IV non aveva assolutamente alcuna autorità in queste regioni di frontiera. Gli storici sono riusciti a ricostruire varie informazioni grazie al ritrovamento di un libro mastro di Stefano risalente alla prima metà del 1264. Questo documento riferisce di donazioni, doni elargiti e dei benefici in denaro concessi ai suoi sostenitori (ad esempio nei confronti di Egidio Monoszló, Rinaldo Básztély, Gioacchino Gutkeled, Domenico Csák e i cumani). Lo scritto lascia intendere il fatto che il re più giovane stesse cercando alacremente di accattivarsi le simpatie di nuovi alleati alla vigilia della guerra civile del 1264-1265. Egli finanziò queste spese con i proventi della coniazione in Sirmia, del deposito di sale a Szalacs (odierna Sălacea, in Romania) e dell'estrazione dell'argento a Selmec (oggi Banská Štiavnica, in Slovacchia).

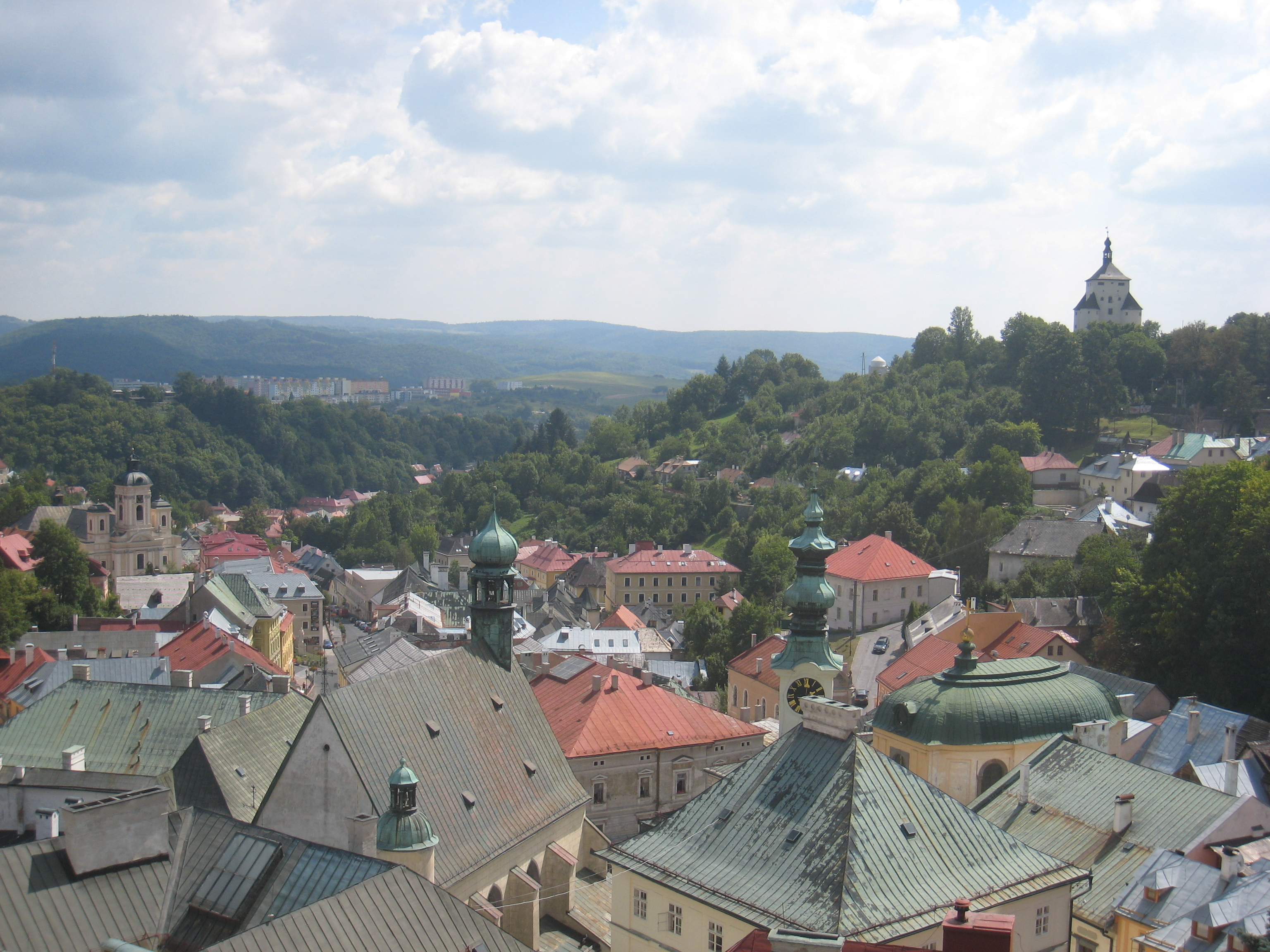
Panoramica di Selmec, odierna Banská Štiavnica, in Slovacchia. La miniera d'argento locale costituiva un importante fonte di introiti per Stefano

A differenza della controparte, Béla IV e i suoi sostenitori considerarono la pace del 1262 e la spartizione dell'Ungheria alla stregua di una battuta d'arresto temporanea. Essi si attivarono molto sul piano diplomatico e di propaganda volta a minare l'aura di Stefano, preparandosi altresì a compiere delle rappresaglie militari. Ad aggravare la situazione occorre ricordare che diversi feudi appartenenti ai membri della famiglia reale si trovavano nel nuovo dominio di Stefano. La duchessa Anna di Macsó, figlia di Béla e suo marito Rostislav Michajlovič possedevano a titolo di esempio Bereg. Tuttavia, dopo la divisione la moglie di Stefano Elisabetta la Cumana ne ottenne il possesso. La regina Maria e la duchessa Anna protestarono rivolgendosi al papa per l'occupazione delle loro terre. I figli di Anna, Michele di Bosnia e Béla di Macsó, accusarono Stefano di aver confiscato i loro castelli (Bereg e Füzér) violando il trattato di Presburgo del 1262. Secondo Zsoldos, questa scelta finì per acuire le acredini familiari. Anziché riconciliarsi, Béla IV reclutò delle truppe per vendicarsi. Concesse il castello di Visegrád assieme all'ispanato (corte) della foresta reale di Pilis e al comitato di Pozsega alla regina consorte Maria. Il monarca cedette inoltre i castelli di Nyitra (Nitra, in Slovacchia), Presburgo (Bratislava, in Slovacchia), Moson e Odenburgo al figlio minore, il duca Béla di Slavonia. Inoltre, il re annetté al ducato di Béla i comitati di Baranya, Somogy, Zala, Vas e Tolna. Papa Urbano IV confermò tutte le lettere di donazione il 21 dicembre 1263. Ripercorrendo una lettera scritta dal pontifice, il giovane Béla ricevette altresì il castello di Vasvár e il comitato di Valkó prima del 15 luglio 1264. Poiché quest'ultimo rientrava nella sfera d'influenza di Stefano prevista dalla base alla pace di Presburgo, Béla IV violò i termini del trattato effettuando questa donazione. Papa Urbano IV incaricò Filippo Türje e Paolo Balog, vescovo di Veszprém, di tutelare gli interessi del duca Béla. Su richiesta del re, il papa confermò la titolarità dei feudi della duchessa Anna (in particolare Szávaszentdemeter). Diverse donazioni riguardavano terre comprese nel regno di Stefano; anche tale operazione infrangeva i termini previsti dal trattato del 1262. In questo caso le donazioni di Béla e, soprattutto, le loro conferme papali avevano lo scopo di assicurare il futuro dei membri della famiglia dalla sua parte contro Stefano, il quale sarebbe succeduto al trono dopo la sua morte; le operazioni avvennero senza che Stefano ne avesse conoscenza. Nel 1263, quest'ultimo era infatti impegnato a inviare dei rinforzi sotto il comando di Ladislao Kán in Bulgaria per sostenere il despota Giacobbe Svetoslav contro l'Impero bizantino. Nello stesso periodo, grazie all'invio di alcuni ambasciatori scongiurò il rischio di un'invasione mongola.
Poiché le terre di proprietà di Béla e dei sostenitori di Stefano non combaciavano con i confini tracciati dei due regni, scoppiarono spesso vari conflitti. Secondo Jenő Szűcs, sebbene una disomogeneità come quella appena menzionata non fosse inedita in epoca medievale, essa lo era in Ungheria, motivo per cui iniziarono a svilupparsi quelle condizioni che avrebbero portato alla futura anarchia feudale. Gli alleati di Stefano risultavano rifugiati politici, giovani ambiziosi (rappresentanti della seconda generazione successiva all'invasione mongola) e nobili del Transdanubio occidentale, i quali erano già presenti nelle sue corti di Slavonia e poi di Stiria. Szűcs ha sostenuto che il decennio di divisione del territorio magiaro fece sì, in quel contesto, che sorgessero quelle fazioni che avrebbero generato divisioni all'interno dell'aristocrazia magiara in seguito; il doppio governo rappresentò una sorta di "prova generale" dell'era dell'anarchia feudale. Invocando quanto prevedeva il trattato, si verificarono i primi tentativi di appianare le dispute insorte sopra descritte attraverso l'istituzione di tribunali comuni e formati da esponenti di entrambe le fazioni. Di solito, solo i casi dalla rilevanza marginale venivano discussi in questa sede. La rivalità sussistente tra il re e suo figlio impedì che trovasse applicazione la disposizione secondo cui i nobili accusati di crimini potessero sfuggire alla pena recandosi altrove in Ungheria. Nella sostanza, infatti, l'uno e l'altro monarca finirono per concedere asilo agli esiliati trattandoli come rifugiati politici. Ad esempio, Béla incolpò il nobile Corrado Győr di contraffazione di monete. Stando a un atto reale dell'epoca, Corrado fuggì dal regno di Béla per evitare di essere condannato e si unì alla corte di Stefano, ricevendo nel 1263 l'amnistia dal monarca che lo aveva accusato su richiesta di Stefano. Anche il famigerato "barone brigante" Panyit Hahót approfittò delle tensioni emergenti all'interno della dinastia degli Arpadi, macchiandosi di gravi crimini commessi contro il vicino comitato di Zala, situato nei domini di Béla. Di conseguenza, il re ordinò la confisca delle sue terre, circostanza che spinse Panyit a lasciare il regno di Béla e a prestare giuramento di fedeltà a Stefano. Sebbene un tribunale congiunto composto da rappresentanti di Béla e Stefano avesse condannato Panyit per i suoi crimini, egli si presentò come vittima di una persecuzione politica e fu in suo favore emesso un documento dal duca Stefano all'inizio di ottobre del 1264. L'atto stabiliva la promessa del duca di invalidare la sentenza e di restituire le terre confiscate a Panyit dopo la sua ascesa al trono ungherese. Anche il nobile Stefano Rátót lasciò la corte reale e disertò il duca Stefano nel 1264, a causa dei timori sorti in seguito alla destituzione e all'imprigionamento di alcuni discendenti dell'influente famiglia degli Csák. Dopo la sua partenza, Béla devastò e depredò i feudi di Stefano Rátót rientranti nella porzione di Ungheria da lui amministrata.
Molti membri dell'aristocrazia, tuttavia, decisero di avvicinarsi a Béla piuttosto che compiere il cammino inverso. Nel corso del 1263 e del 1264, alcuni importanti seguaci di Stefano lasciarono la sua corte e giurarono fedeltà al padre, il quale li aveva convinti con delle manovre diplomatiche efficaci. Béla riuscì a convincere i cumani a unirsi alla sua causa, malgrado i disperati tentativi del suo primogenito di evitarlo. Il libro mastro di Stefano testimonia che egli donò loro preziosi tessuti per un valore di 134 marchi. Anche Ladislao Kán e suo fratello Giulio Kán cambiarono schieramento poco prima dello scoppio della guerra civile avvicinandosi a re Béla, così come fecero Denis Péc e il suo vicecancelliere Benedetto. Il voltafaccia di quest'ultimo rappresentò una perdita dolorosa nell'amministrazione di Stefano: uno dei suoi creditori, Syr Wulam, compilò un elenco dei suoi crediti finanziari relativi alle transazioni effettuate al tempo di Benedetto, in modo da non dover subire perdite a causa dell'imminente tempesta politica. Béla IV intrecciò canali diplomatici anche con l'estero, come dimostra il maggiore sostegno che gli fu offerto da parte dei suoi generi attivi nei ducati della Polonia, ovvero Boleslao V il Casto e Boleslao il Pio, così come Leszek II il Nero. Riconoscendo l'importanza militare strategica del castello di Buda da lui costruito dopo l'invasione mongola, Béla IV decise di sospendere i privilegi cittadini della sua capitale Buda, compresa la libera elezione del magistrato dei cittadini. Di conseguenza, estromise il suo villicus (una sorta di balivo) Pietro dopo l'11 settembre 1264. Al suo posto nominò un fedele confidente della corona, il cavaliere austriaco Enrico Preussel, come primo «rettore» di Buda; inoltre, questi ricevette l'incarico di agire in veste di comandante e castellano della fortezza. L'intera famiglia reale, compreso il duca Stefano, era presente al matrimonio celebrato tra il duca Béla di Slavonia e Cunegonda di Ascania avvenuto a Presburgo il 5 ottobre 1264. Le trattative delle nozze furono seguite anche da Ottocaro II di Boemia, il quale sperava fortemente che si potesse celebrare il sacramento; dopo il 1261, il sovrano boemo era divenuto un forte alleato di Béla IV. Sălăgean ha ritenuto che il matrimonio avesse comportato il completo isolamento esterno di Stefano. Secondo lo storico Attila Zsoldos, Béla IV inveì contro il figlio maggiore in occasione dell'evento, forte del sostegno che si era assicurato nei mesi precedenti. Tale alterco rese inevitabile una guerra civile su larga scala in Ungheria.

## La guerra

### L'attacco di Béla su due fronti

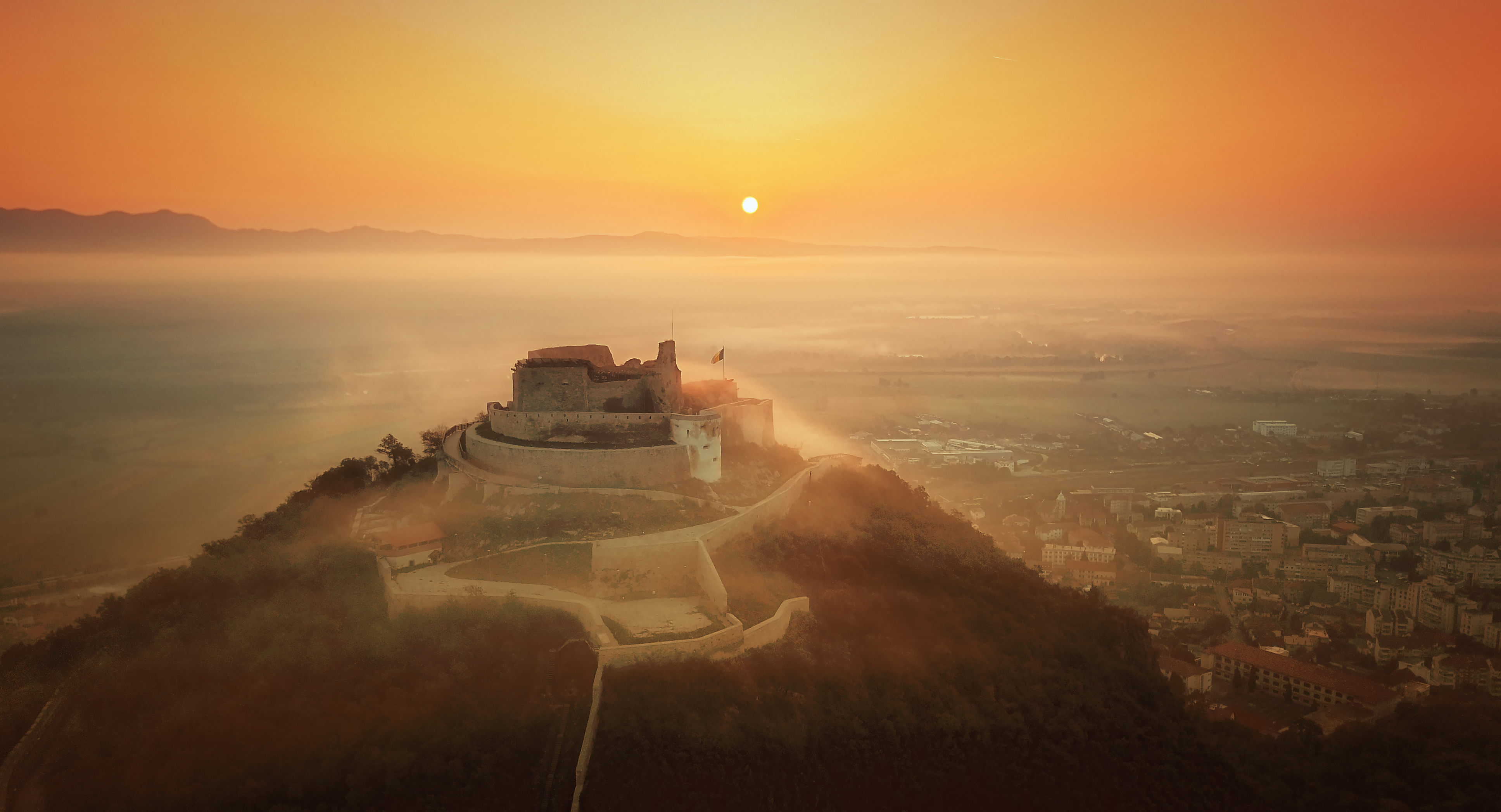
La fortezza di Deva (oggi in Romania), vicino alla quale si svolse la prima battaglia del conflitto nel dicembre del 1264

La guerra civile scoppiò intorno al 10 dicembre 1264. I fratelli Ladislao e Giulio Kán furono posti a capo dell'esercito di Béla, composto perlopiù da guerrieri cumani. Essi invasero il regno del duca Stefano e si spinsero senza affrontare grossa resistenza fino alla valle del fiume Maros (Mureș), nella parte meridionale della Transilvania. Gli sforzi del nobile Alessandro Karászi, il quale tentò di quelle aree, si rivelarono infruttuosi. L'esercito di Stefano, guidato da lui in persona assieme ai nobili Pietro Csák e Mikod Kökényesradnót, fermò la propria avanzata presso la fortezza di Déva, dove gli invasori subirono una pesante sconfitta e Giulio Kán fu ucciso. Si trattò della prima battaglia durante la quale Pietro Csák, già distintosi durante i conflitti interni del 1270, poté dimostrare il suo brillante talento militare, in quanto guidò efficacemente l'esercito di Stefano a Déva. Attila Zsoldos ha sottolineato come Stefano fu in grado di allestire un esercito efficiente contro suo padre, il quale impiegò del tempo per raggiungere le zone meridionali del suo dominio. Pertanto, il punto di raccolta dovette corrispondere a una località centrale, forse Várad. Poco prima dell'attacco dei fratelli Kán, Stefano iniziò a radunare il suo esercito e lasciò la sua famiglia (la regina Elisabetta, le sue quattro figlie e il figlio neonato Ladislao) al riparo dietro le mura fortificate del castello di Patak, nel comitato di Zemplén (le rovine fanno parte del complesso archeologico di Sátoraljaújhely). Stefano intendeva colpire i domini di Béla con rapidità, ma il padre scongiurò questo assalto e si mosse per primo. Interrogati alcuni prigionieri di guerra e venuto a conoscenza delle informazioni che gli avevano rivelato i ricognitori, divenne chiaro a Stefano che l'esercito cumano rappresentava soltanto la forza più avanzata, in quanto il ben più numeroso esercito reale era ancora per strada ed era guidato da un abile generale militare, il giudice reale Lorenzo, figlio di Kemény (o Matucsinai). Le sue truppe seguirono lo stesso percorso compiuto dai cumani nel sud del regno, costringendo Stefano a ripiegare fino al castello di Feketehalom (Codlea, in Romania), nell'angolo più orientale della Transilvania. Zsoldos ha ipotizzato che Stefano si fosse ritirato senza combattere l'esercito avversario di Lorenzo a causa degli attacchi subiti nella parte settentrionale del suo regno.

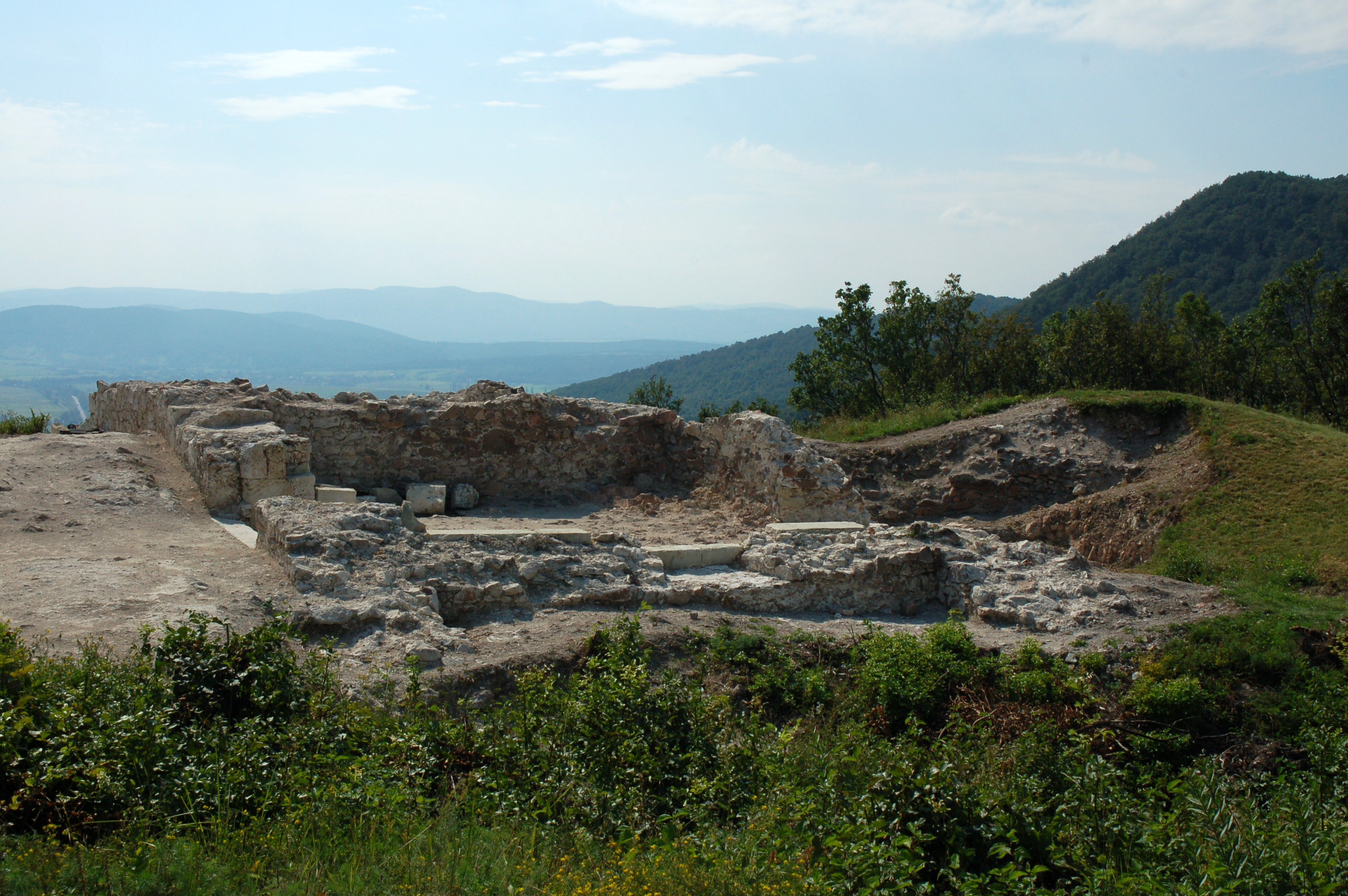
Ruderi del castello di Patak presso l'attuale Sátoraljaújhely

Contemporaneamente agli eventi militari avvenuti nella valle del Maros, un altro esercito reale attraversò infatti il confine dalla regione di Szepesség (Spiš) sulla via più breve per il nord-est sotto il comando della duchessa Anna nell'Alta Ungheria. Attila Zsoldos ha ipotizzato che il palatino Enrico Kőszegi agisse come generale effettivo delle truppe reali sotto il comando nominale della duchessa Anna; questo insieme di truppe comprendeva il corpo settentrionale dell'esercito reale di Béla durante la guerra civile. Zsoldos sosteneva che la manovra militare di Lorenzo a sud serviva come diversivo per attirare l'esercito di Stefano a grande distanza. Nella metà del dicembre 1264, l'esercito della duchessa Anna e di Enrico Kőszegi, dopo aver riscontrato una certa resistenza, occupò la fortezza di Patak quando questa fu lasciata indifesa, oltre a fare prigioniera la consorte di Stefano, Elisabetta la Cumana, e i loro cinque figli più piccoli, Caterina, Maria, Anna, Margherita e l'unico discendente maschio Ladislao. La famiglia di Stefano fu detenuta nel castello di Turóc (noto anche come Znió o Zniev, oggi vicino a Kláštor pod Znievom, in Slovacchia), situato nei domini di Béla IV. I reclusi furono sorvegliati dal nobile Andrea Hont-Pázmány su ordine della duchessa Anna, la quale dimostrò ancora una volta di opporsi con grande fervore alle aspirazioni del fratello Stefano. L'obiettivo della nobildonna era quello di recuperare i feudi confiscati nella regione, soprattutto quelli localizzati nei comitati di Bereg e Újvár. La cattura della famiglia di Stefano creò una potenziale opportunità per Béla IV di estorcere il figlio, qualora fosse stato sconfitto sul campo di battaglia durante la guerra.

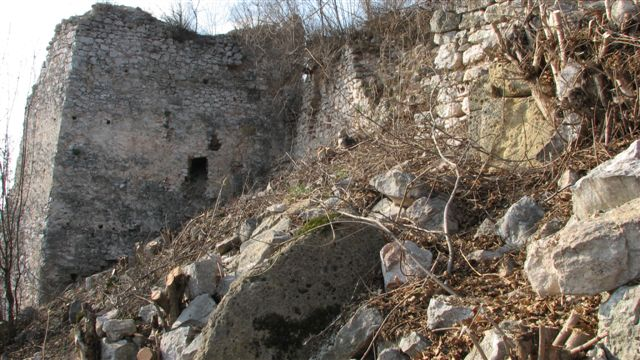
Le mura meridionali del castello interno di Szádvár, nel nord-eat dell'Ungheria

Mentre un piccolo distaccamento continuava ad avanzare verso est assieme alla duchessa Anna per impadronirsi e recuperare i possedimenti e le fortezze precedentemente confiscate nella regione di Bereg (compreso il castello di Baranka), la maggioranza dei soldati guidati da Enrico Kőszegi iniziò ad assediare i castelli di Stefano nella parte orientale dell'Alta Ungheria. Questi scontri si tradussero in rapide vittorie per Kőszegi. In una carta del 1270, lo stesso Stefano menziona che durante quel periodo «quasi tutti i nostri castelli [...] furono consegnati dai nostri traditori, i quali credevano di essere fedeli [...] ai nostri genitori». Si pensi a quando le truppe di Béla occuparono il castello di Ágasvár, una piccola fortezza situata presso la catena montuosa di Mátra nel comitato di Nógrád, senza quasi incontrare resistenza, a causa dell'«incredulità e della negligenza infedele» di Giobbe Záh, il vescovo di Pécs, che decise di arrendersi. Un documento del 1346 rivela che anche il castello di Pécs fu occupato dal vescovo Giobbe, probabilmente grazie all'ausilio dei sostenitori di Béla IV in una fase successiva della guerra. Giobbe fu poi catturato e imprigionato, malgrado questo evento non risultò strettamente legato agli eventi militari. Un certo Bács (Bach), fratello dello zupano Tekesh, cedette il possesso del castello di Szádvár nel comitato di Torna, impedendo un assedio prolungato e aprendo i cancelli prima dell'avanzata delle truppe di Enrico Kőszegi.

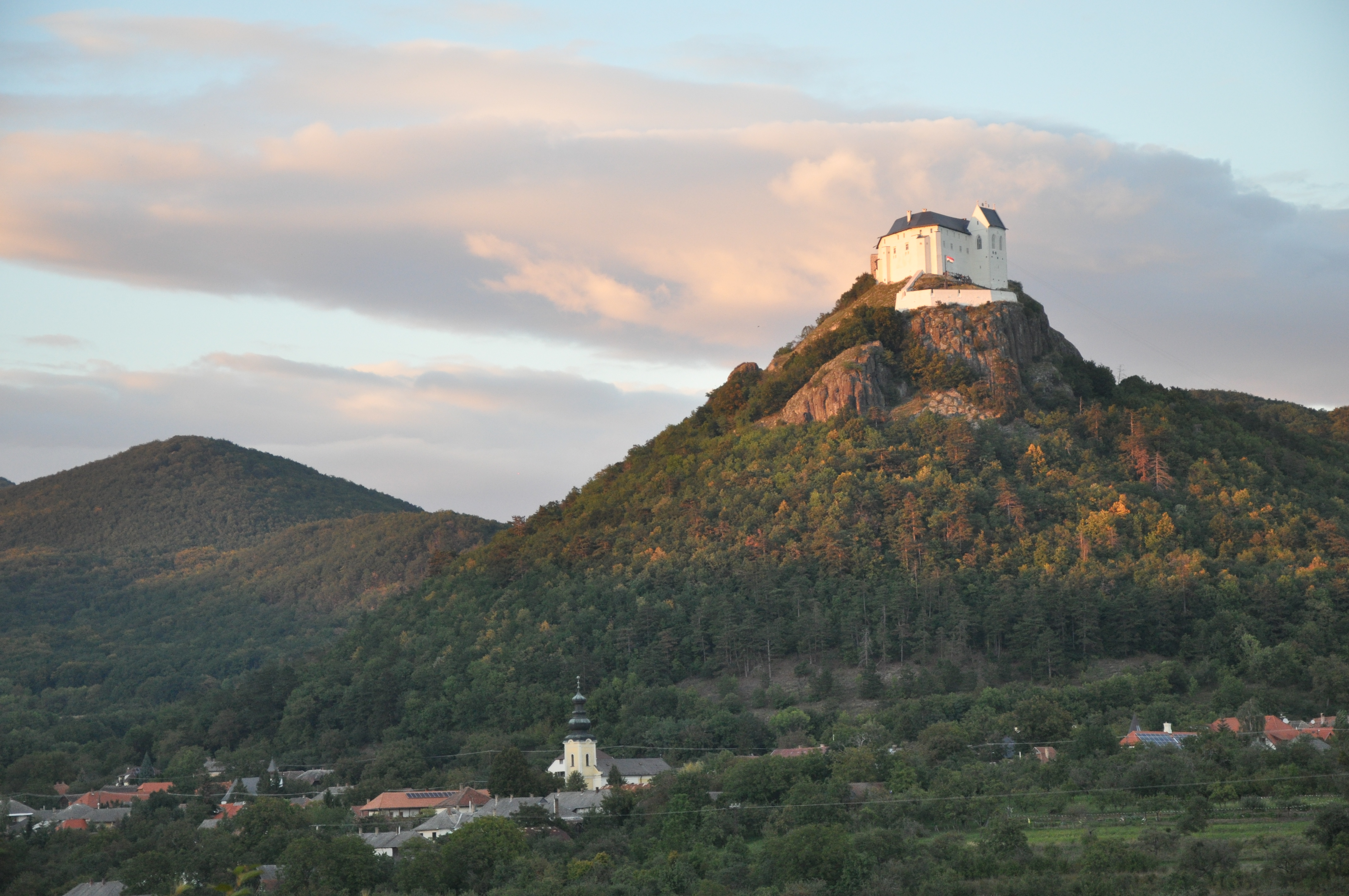
Il castello di Füzér dopo la sua ristrutturazione

Al contrario un altro nobile fedele a Stefano, Michele Rosd, difese con successo il castello di Füzér nel comitato di Újvár e un altro forte vicino chiamato «Temethyn» con poche guardie, resistendo anche a vari tentativi di corruzione. «Temethyn» viene indicata dalle fonti come una località di proprietà della famiglia dei Rosd; un filone storiografico meno recente identificava il sito con il castello di Temetvény nel comitato di Nitra (l'odierna Hrádok, in Slovacchia). Tuttavia, non sono noti altri possedimenti terrieri dei Rosd nella contea di Nitra. Poiché la loro fortuna era relativamente modesta, dato che la loro ascesa sociale avvenne soltanto in concomitanza del regno di Stefano e dopo il 1270, la loro ricchezza non poteva essere sufficiente per consentire loro di costruire un castello. Inoltre, i due presidi difensivi si trovavano a una distanza troppo eccessiva l'uno dall'altro, circostanza che avrebbe reso impossibile proteggerli in contemporanea. Zsoldos ha identificato «Temethyn», costituita da fossati e bastioni, con un avamposto fortificato riportato di recente alla luce in cima a una "Őrhegy" ("collina della guardia") a circa un chilometro dalla fortezza di Füzér (il termine "temetvény" significava originariamente "terrapieno"). Al di là di queste incertezze, ciò che invece risulta conosciuto è che in seguito al suo successo, Michele Rosd si unì all'esercito di Stefano.

### L'assedio prolungato di Feketehalom
Mentre si ritirava a Feketehalom negli ultimi giorni del dicembre 1264 per prepararsi a un lungo assedio, il duca Stefano fu informato della cattura della sua famiglia a Patak. Considerando la futura e plausibile ascesa di Stefano al trono ungherese, il nobile Andrea Hont-Pázmány, addetto alla sorveglianza dei catturati, non tenne la famiglia in stretta custodia. Così si spiega il suo prestito a Elisabetta di 100 marchi d'argento durante la sua prigionia; inoltre, Hont-Pázmány permise al messaggero del duca Emeric Nádasd di informare rapidamente Stefano della caduta di Patak e dell'arresto dei membri della sua famiglia. Di conseguenza, Stefano affidò al suo fedele confidente Pietro Csák il compito di radunare un piccolo contingente e di marciare nell'Ungheria nord-orientale per salvare la sua famiglia. Pietro Csák riconquistò con successo il forte di Baranka dalle truppe della duchessa Anna, ma il suo piccolo esercito non fu in grado di conseguire altre vittorie e non poté impedire l'internamento permanente della regina Elisabetta e dei bambini nel dominio di Béla.

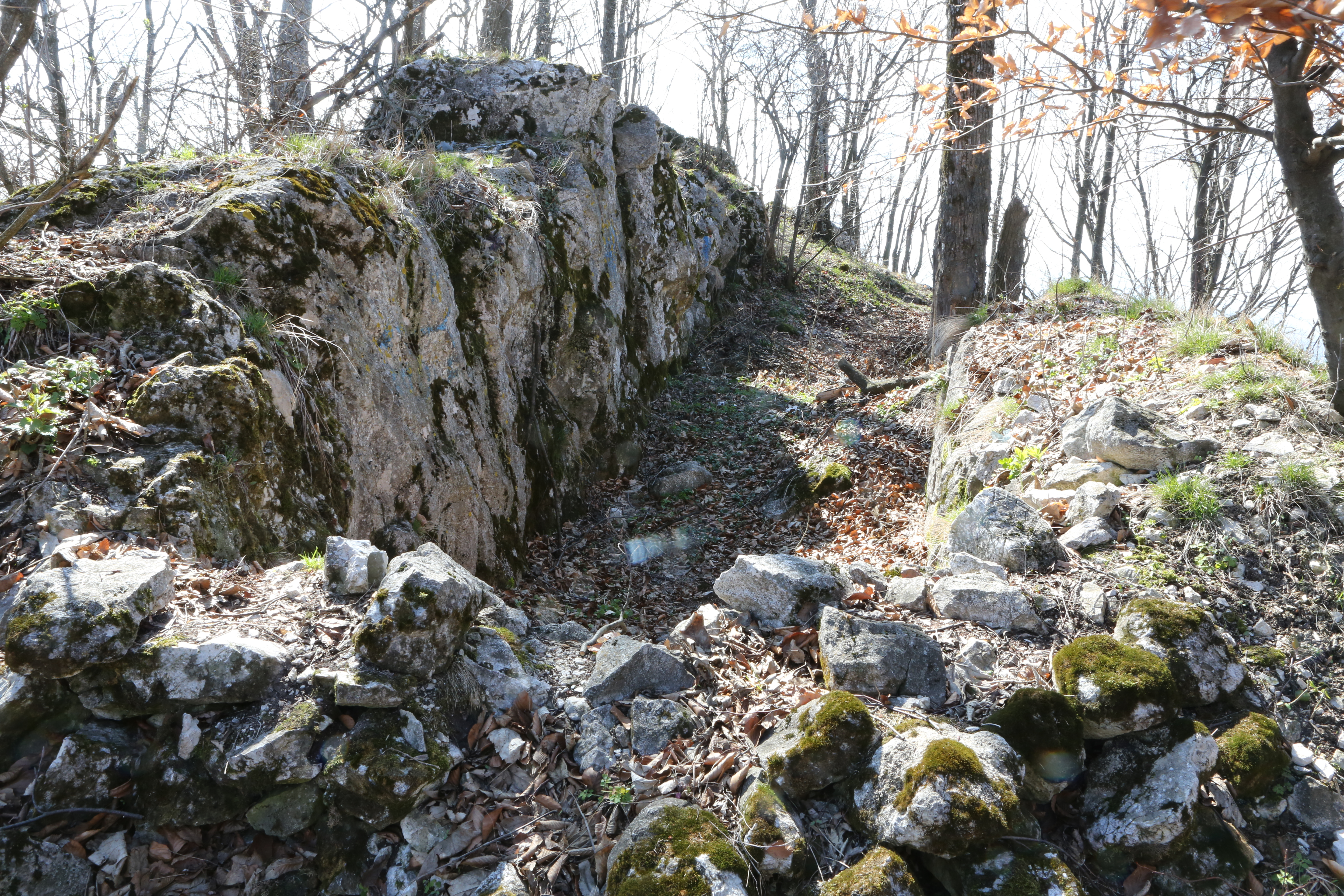
Le rovine di Feketehalom (odierna Codlea, in Romania), il cui prolungato assedio rappresentò il più importante campo di battaglia della guerra civile

La fortezza di Feketehalom si trovava nella regione del Burzenland (Barcaság), nella porzione sud-orientale della Transilvania e, dunque, nel regno di Stefano. La struttura fu fortificata pesantemente negli anni precedenti a causa dei timori nati a seguito di una serie di invasioni mongole nella regione. In buone condizioni e ben rifornito, il piccolo castello offriva un rifugio adeguato al giovane re e al suo seguito. Stefano era decisamente demotivato in quel frangente, tanto da definire Feketehalom «un luogo di miseria e di morte»; la sua profonda apatia traspare chiaramente nelle sue annotazioni successive, secondo cui «al di fuori di Dio, riponevo a malapena fiducia negli uomini». È verosimile che fosse ampiamente amareggiato dalla decisione di un gran numero di aristocratici di rinnegarlo e giurò fedeltà a Béla IV. Anche la nobiltà locale e i signori minori si rifiutarono di sostenerlo. Durante la ritirata, il suo esercito si disperse gradualmente, finché solo poche decine di cavalieri rimasero fedeli e seguirono il loro signore nel castello di Feketehalom. Anche i sassoni di Transilvania prestarono giuramento di fedeltà al re anziano. Per fornire una visione più chiara del quadro, Tudor Sălăgean ha posto l'accento sulle concomitanti condizioni avverse all'estero. Approfittando della situazione caotica in Ungheria, il vassallo di Stefano, il despota Giacobbe Svetoslav, si era sottomesso allo zar Costantino I di Bulgaria. Assieme a quest'ultimo, Svetoslav attraversò il Danubio da sud all'inizio del 1265 e saccheggiò le fortezze ungheresi a nord del fiume che appartenevano al Banato di Severin e al regno di Stefano. Inoltre, gli alleati di re Béla in Polonia (Boleslao il Pio e Leszek il Nero) entrarono in conflitto con i pochi alleati esterni di Stefano nel Principato di Galizia-Volinia. Considerate tali premesse, il destino dell'intera guerra civile dipendeva dall'assedio di Feketehalom, secondo Sălăgean. Solo poche decine di sostenitori di Stefano seguirono il giovane re all'interno delle mura del forte; per il resto della sua vita, Stefano non dimenticò la loro fedeltà in quel momento difficile. Riservandogli generose donazioni, permise l'ascesa sociale dei suoi numerosi giovani sostenitori (si parlava del gruppo dei «giovani reali» (in ungherese királyi ifjak, in latino iuvenis noster) provenienti da famiglie di nobili minori, servitori reali e guerrieri che dovevano fornire i propri servigi agli ispán (Várjobbágy). Attila Zsoldos ha ricostruito i nomi e ha scoperto coloro che affiancarono Stefano di cui si ha conoscenza durante l'assedio di Feketehalom. Si tratta in totale di circa una quarantina di alleati, tra cui si possono menzionare Cosma Gutkeled, Alessandro Karászi, Dominico Balassa, Mikod Kökékenyesradnót, Demetrio Rosd, Rinaldo Básztély, Tommaso Baksa e i suoi giovani fratelli (tra cui il futuro illustre generale militare Giorgio Baksa), Michele Csák e Tommaso Káta.
L'esercito reale inseguitore arrivò al castello di Feketehalom negli ultimi giorni del 1264. La fortezza fu attaccata prima da un'avanguardia di uomini guidata da Corrado, fratello di Lorenzo, comandante delle truppe di Béla. Egli cercò di sfondare la porta del castello con una rapida avanzata, ma i soldati di Alessandro Karászi lo impedirono. Inizialmente, i difensori lanciarono attacchi per cercare di scacciare gli assedianti da sotto le mura del castello, ma non ebbero successo a causa della differenza numerica tra i due schieramenti. Lorenzo, figlio di Kemény, iniziò ad aggredire il castello di Feketehalom con catapulte di pietra, mentre le mura erano sorvegliate giorno e notte. Gli assalitori tenevano sotto costante pressione le forze del re più giovane, come attesta egli stesso nelle sue memorie redatte in epoca successiva. Stefano cominciò a convincersi che fosse inutile opporre resistenza. È possibile che i difensori avessero presto esaurito i propri rifornimenti. Di conseguenza, Stefano intendeva inviare un emissario, Demetrio Rosd, ai suoi genitori per chiedere pietà, ma gli assedianti lo catturarono e Lorenzo torturò il prigioniero. In seguito, il duca Stefano affermò che il generale militare intendeva uccidere tutti i suoi nemici, mentre Zsoldos sostenne che Lorenzo voleva assolutamente prevalere sul campo di battaglia. Tuttavia, alcuni nobili guidati da Panyit Miskolc, i quali erano stati costretti ad arruolarsi nell'esercito reale durante la fase iniziale della guerra civile, cambiarono bandiera e rivelarono le intenzioni degli assedianti, sconfiggendoli con «la forza e l'astuzia». È possibile che Panyit avesse fornito delle preziosi informazioni ai difensori e avesse sabotato le operazioni di assedio di Lorenzo. In passato, Pauler e Szűcs hanno creduto che Panyit fosse sopraggiunto con dei rinforzi e avessero concesso del supporto agli occupanti del castello. Subito dopo, i principali generali del duca Stefano, Pietro e Matteo Csák, guidarono l'esercito di soccorso in arrivo. Nel gennaio 1265, tornarono dall'Alta Ungheria in Transilvania, dove radunarono e riorganizzarono l'esercito del re più giovane e convinsero i sassoni a giurare nuovamente fedeltà a Stefano. La battaglia si svolse a ridosso delle mura di Feketehalom tra i due eserciti alla fine di gennaio, mentre il duca Stefano conduceva la guarnigione rimasta fuori dalla fortezza. Le truppe realiste furono sconfitte sonoramente; Lorenzo vennero catturato insieme alle sue bandiere di guerra e a molti dei suoi soldati, tra cui Tommaso Kartal. Andrea, figlio di Ivan, fu il cavaliere che trafisse e infilzò Lorenzo e altri tre generali (compreso il portabandiera) durante la battaglia. In totale, Alexander Karászi fece prigionieri diciotto «cavalieri di spicco».

### Ribaltamento dell'andamento del conflitto
Grazie alla vittoria a Feketehalom e ai precedenti sforzi di Pietro Csák, Stefano riprese immediatamente il controllo della Transilvania e dei territori limitrofi, ossia i comitati di Szatmár, Bereg e Ung, il che permise una rapida mobilitazione verso l'Ungheria nord-orientale. La vittoria salvò Stefano dal fallimento immediato e gli restituì libertà di manovra, con il risultato che decise di marciare senza esitazione verso le zone centrali dell'Ungheria. Stefano voleva evitare di concedere al padre la possibilità di inviare dei rinforzi all'esercito di Enrico Kőszegi. Molti dei suoi alleati si unirono all'esercito lungo il suo percorso, tra cui Michele Rosd, Pietro Kacsics con il suo banderium (unità militare) del comitato di Nógrád e Stefano Rátót, che impartiva ordini ad alcuni contadini obbligati a fornire servizio militare. Secondo Attila Zsoldos, le armate di Stefano marciarono verso Hermannstadt (Szeben) e poi verso Kolozsvár (le odierne Sibiu e Cluj-Napoca, in Romania), prima di attraversare il Passo del re (in ungherese Király-hágó, in romeno Pasul Craiului) dalla Transilvania al Tiszántúl ("Transtisia", una regione situata tra il fiume Tibisco e i Monti Apuseni).

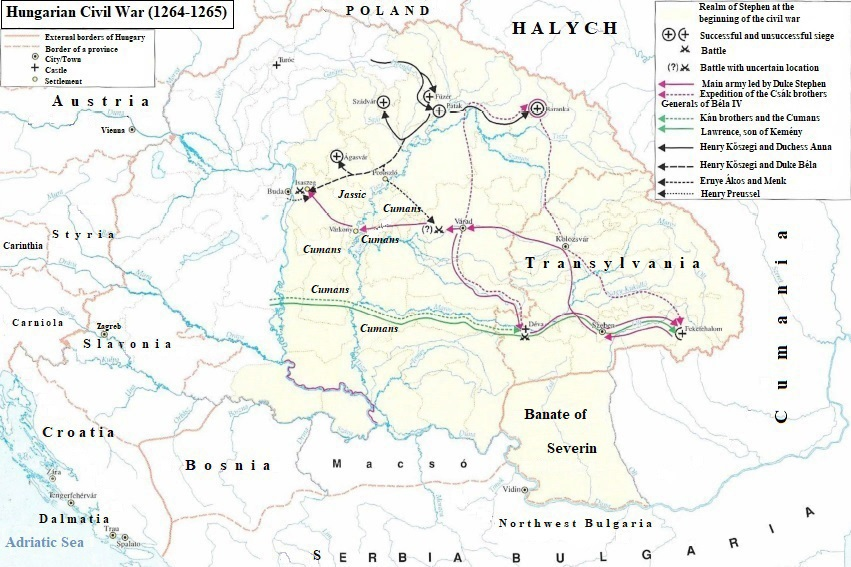
Cartina delle operazioni militari durante la guerra civile ungherese del 1264-1265

Nel Tiszántúl, intorno alla seconda metà del febbraio 1265, l'esercito di Stefano si scontrò con un altro gruppo di soldati comandato da Ernye Ákos, l'ispán del comitato di Nitra. È plausibile, poiché il prolungato assedio di Feketehalom poteva dirsi ormai fallito, che Enrico Kőszegi avesse inviato il suo luogotenente Ernye Ákos e le sue truppe per conquistare la zona, fornire ausilio agli assedianti e ostacolare la successiva controffensiva del duca Stefano. Ernye inviò un'avanguardia di guerrieri cumani con il suo comandante, il capo Menk, ad aggredire le truppe di Mikod e del nobile Emerico Kökényesradnót. Fungendo da avanguardia per l'esercito di Stefano, i fratelli Kökényesradnót sbaragliarono i cumani. La battaglia principale tra l'esercito di Stefano (guidato dai fratelli Csák) ed Ernye Ákos, che conosceva bene il territorio locale, si svolse a ovest di Várad. Ernye subì una grave sconfitta e finì addirittura prigioniero. Secondo una carta reale, Pietro Csák, gravemente ferito, sconfisse Ernye durante un duello. Un altro documento testimonia che il suo rivale di sempre, Panyit Miskolc, presentò il prigioniero Ernye in catene alla corte ducale di Stefano dopo lo scontro.
La vittoria sugli uomini di Ernye Ákos fu decisiva affinché Stefano si preparasse all'assalto finale della guerra civile. L'esercito riuscì a penetrare senza ostacoli nel cuore del regno, attraversando il fiume Tibisco all'altezza di Várkony e marciando nel Transdanubio. Dopo essere stato informato delle sconfitte di Lorenzo, figlio di Kemény, oltre che di Ernye Ákos nello stesso periodo, Enrico Kőszegi sospese la campagna di conquista dei castelli dell'Alta Ungheria. Il suo esercito virò verso sud, vicino al porto fluviale di Pest, per impedire al contingente di Stefano di attraversarlo, in quanto qualora ciò fosse avvenuto la supremazia sulla capitale sarebbe apparsa in serio pericolo. Secondo Jans der Enikel, un cronista viennese quasi coevo, Enrico poteva fare affidamento sull'intero esercito reale di Béla IV, assieme a 1 000 truppe di supporto guidata da Enrico Preussel, il "rettore" di Buda, inviato sul posto dalla consorte di Béla, la regina Maria. Il figlio della duchessa Anna, il duca Béla di Macsó, fu nominato generale nominale dell'esercito reale, con i suoi luogotenenti Enrico Kőszegi ed Enrico Preussel, ma il comando effettivo rimase nelle mani di Enrico Kőszegi. Tuttavia, la partenza di Enrico Kőszegi dall'Alta Ungheria concesse ai signori locali l'opportunità di unirsi alle truppe di Stefano in avanzata. Ad esempio, diversi membri del clan degli Aba si unirono alla causa, oltre ai fratelli Dietmaro e Dietberto Apc. Stefano e il suo esercito ottennero una vittoria decisiva sull'esercito del padre nella battaglia combattuta presso Isaszeg all'inizio di marzo del 1265. Egidio Monoszló e Nicola Geregye guidarono la cavalleria di Stefano, il quale era presente personalmente e guidò le sue truppe sul campo di battaglia. Egli sconfisse in duello un cavaliere che lo attaccò, mentre Alessandro Karászi, il quale era alla sua destra come guardia del corpo, lo proteggeva da altri soldati che tentavano di avvicinarsi a lui. Béla di Macsó riuscì ad abbandonare campo di battaglia, mentre Enrico Kőszegi fu fatto prigioniero dal giovane cavaliere di corte Rinaldo Básztély, che fece cadere il potente signore dalla sella del suo cavallo con la lancia e lo catturò una volta disarcionato. Anche Enrico Preussel fu catturato dopo la battaglia, venendo giustiziato poco dopo. Secondo la Weltchronik di Jans der Enikel, il duca Stefano trafisse Preussel con una spada mentre il cavaliere austriaco implorava di risparmiarlo. Furono catturati anche due dei figli di Enrico Kőszegi, Nicola e Ivan. Insieme ad altri prigionieri, i tre membri della famiglia dei Kőszegi vennero portati alla corte ducale di Stefano poco dopo la battaglia.

## Conseguenze

### Negoziati di pace
Nonostante la sua netta e decisiva vittoria, Stefano decise di non invadere il regno di Béla e si rifugiò nei suoi domini. Solo un'unica fonte, la Weltchronik di Jans der Enikel, afferma che Stefano e il suo seguito fecero il proprio ingresso nel castello di Buda, dove il giovane negoziò con sua madre, la regina Maria, prima di mandarla a Presburgo. Tuttavia, l'attendibilità di quest'informazione è dubbia, perché il cronista austriaco confonde eventi chiaramente riconducibili alla futura ascensione di Stefano al trono ungherese nel 1270 (ad esempio, la fuga della duchessa Anna di Macsó con il tesoro reale alla corte di Ottocaro II) con quelli relativi alla guerra civile del 1264-1265. Anche i contemporanei si aspettavano un atteggiamento diverso da Stefano. Più o meno nello stesso periodo, la sorella di Stefano Kinga di Polonia inviò una lettera a sua nipote Cunegonda di Slavonia (sposa di Ottocaro) a Praga, in cui si doleva per la svolta inattesa del conflitto e lamentava il doloroso destino di suo padre Béla IV, che «durante la sua vecchiaia avrebbe meritato di vivere serenamente[.] [...] [E]gli sarà scacciato dal suo trono, tradito dai suoi seguaci, e molti di coloro che difendono le ragioni di sua maestà moriranno». Kinga esortò sua nipote a domandare aiuto al marito Ottocaro II, in maniera tale da poter ricevere del supporto. Secondo Attila Zsoldos Stefano aveva dimostrato semplicemente moderazione, nonostante godesse di una posizione di vantaggio e potesse interpretare il ruolo della vittima; si trattò probabilmente per lui stesso di una grande vittoria morale, oltre che un trionfo militare. Jenő Szűcs ha affermato che non ebbe luogo alcuno stravolgimento semplicemente perché Stefano e i suoi principali sostenitori avevano interesse a preservare il precedente status quo. Inoltre, Zsoldos ha evidenziato una delle ultime decisioni compiute da Béla IV durante la guerra civile. Informato delle notizie militari avverse riportate sui campi di battaglia intorno alla fine di febbraio 1265, l'anziano monarca ordinò che l'unico figlio di Stefano, Ladislao, fosse inviato come ostaggio politico dal castello di Turóc alla corte del genero di Béla IV, Boleslao il Casto, duca di Cracovia in Polonia. Elisabetta e le figlie rimasero segregate nel castello. È possibile che questa situazione spinse Stefano a non sfruttare appieno il suo dominio militare dopo la battaglia di Isaszeg, nel timore di subire delle ritorsioni.

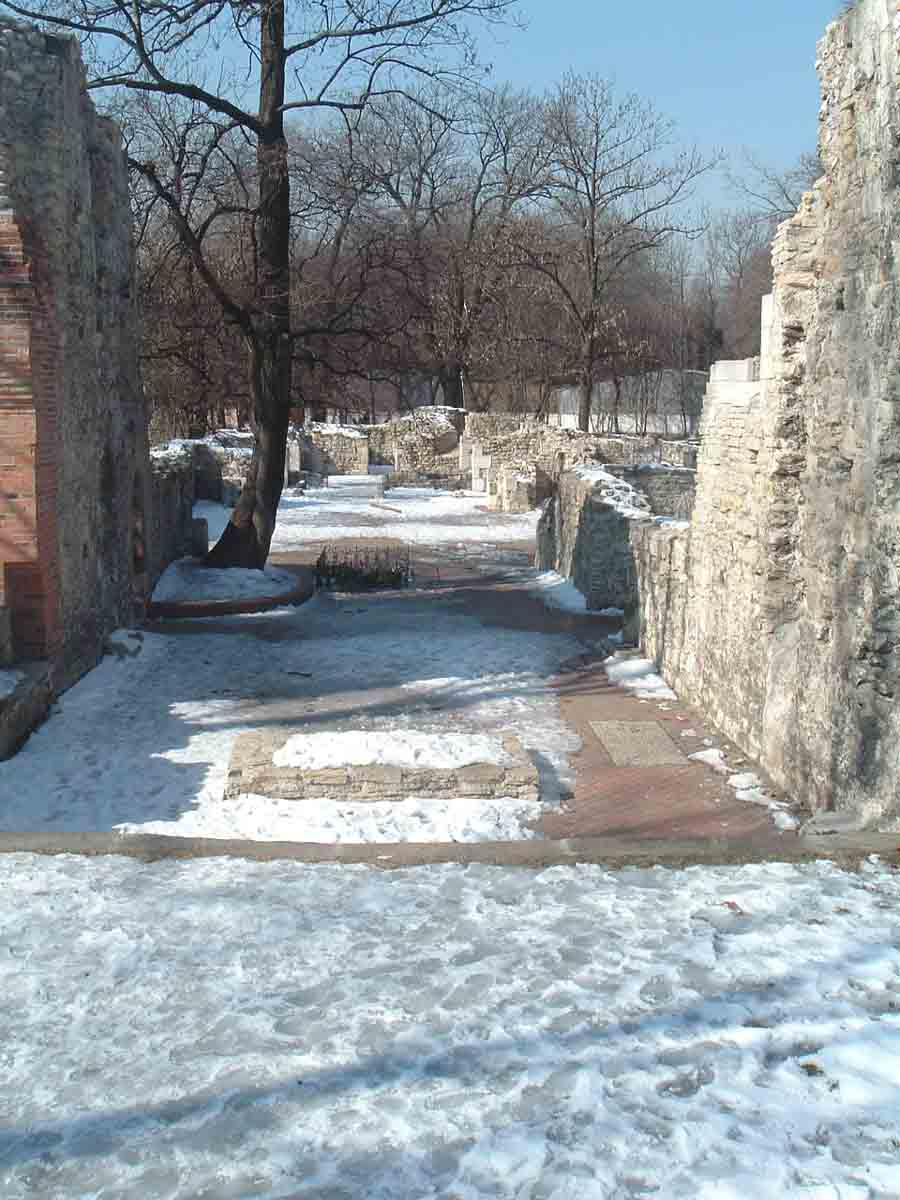
Rovine del Monastero domenicano della Beata Vergine sull'Isola dei Conigli (Isola Margherita, Budapest) dove il 23 marzo 1266 fu firmato il trattato di pace che pose fine alla guerra civile tra Béla e suo figlio Stefano

Entrambe le parti conclusero una pace dopo settimane di negoziati nel marzo 1265, le cui trattative vennero seguite nel ruolo di mediatori dai due arcivescovi Filippo Türje di Strigonio e Smaragd di Kalocsa. Béla IV spedì una lettera al neoeletto papa Clemente IV il 28 marzo 1265, al fine di richiedere l'approvazione pontificia della validità del trattato. Il testo del documento non è sopravvissuto, ma si ipotizza che Béla riconobbe Stefano quale suo erede principale al trono ungherese, mentre Stefano riconosceva suo padre come monarca effettivo del regno d'Ungheria. I prigionieri di guerra ottennero l'amnistia e furono liberati quell'anno. Già intorno al settembre 1265, nel suo ruolo di giudice reale, a Lorenzo, figlio di Kemény, fu chiesto di mediare una controversia. Alla fine, la regina Elisabetta e le sue figlie tornarono in libertà, mentre Ladislao tornò in Ungheria e abbandonò la Polonia. La loro pace si tramutò in una conferma dello status quo ante bellum e nel ripristino del trattato di Presburgo del 1262, motivo per cui Béla fu costretto a riconoscere la sovranità de facto di Stefano sulla parte orientale dell'Ungheria (compresi di nuovo i cumani). Stefano recuperò anche i forti assediati e occupati nell'Alta Ungheria, avendo già donato Ágasvár al suo alleato Stephen Rátót nel 1265. In cambio, Stefano riconobbe il diritto del fratello minore Béla al ducato di Slavonia insieme alle contee vicine successivamente annesse. Stefano abbandonò altresì la sua pretesa di amministrare i comitati di Valkó e Sirmia in favore del fratello minore. Tuttavia, il primogenito di Béla IV rifiutò di restituire i feudi posseduti nei suoi domini dai membri della sua famiglia, ovvero la regina Maria, la duchessa Anna e il duca Béla di Macsó. In un momento imprecisato della primavera del 1266, Stefano emise un atto che annoverava i suoi obblighi nei confronti di sua madre, ovvero la restituzione della miniera e della regione di Sirmia, oltre al comitato di Požega,  precedentemente posseduto. Secondo Zsoldos, Stefano aveva circoscritto la validità di questa promessa al periodo successivo alla morte del padre e alla sua ascesa al trono ungherese. Ad ogni modo, rifiutò di perdonare sua sorella Anna, accusandola di «ingratitudine».
Circa un anno dopo, il loro accordo fu integrato e firmato nel Monastero domenicano della Beata Vergine sull'Isola dei Conigli (Isola Margherita, a Budapest) il 23 marzo 1266. La scelta del luogo, nel quale si tracciarono i confini che sarebbero esistiti tra i due regni, fu forse suggerita da Margherita, la quale aveva un rapporto più stretto con suo fratello maggiore, Stefano. Il nuovo trattato confermò la divisione del paese lungo il Danubio e regolò molti aspetti della coesistenza del regnum di Béla e del regimen di Stefano (tale distinzione terminologica si riferiva alla subordinazione formale di quest'ultimo), compresa la riscossione delle tasse e il diritto dei cittadini comuni alla libera circolazione. La validità dell'intesa venne garantita dall'arcivescovo Filippo Türje (l'altro prelato Smaragd era stato assassinato l'anno precedente). Anche altri membri della dinastia degli Arpadi, ovvero la regina Maria, la duchessa Anna e il duca Béla di Macsó, ratificarono il documento. Stefano si impegnò a rispettare la pace anche con i suoi cognati Boleslao il Casto e Boleslao il Pio. I due sovrani assicurarono anche la signoria della regina Elisabetta sui suoi possedimenti, malgrado si fosse arrogata il diritto di ereditarli a seguito della morte della suocera, la regina Maria, dopo il 1262. Ai baroni e ai nobili che possedevano feudi nel territorio dell'altro monarca fu concessa piena tutela, immunità e autonomia; essi dovevano i loro obblighi e impegni al proprio monarca di riferimento, indipendentemente dalla posizione geografica dei loro possedimenti. Papa Clemente IV confermò l'efficacia del trattato il 22 giugno 1266.

### Dissapori latenti
Una volta stipulata la pace e forte dell'approvazione di Béla, Stefano intendeva punire quei cumani che lo avevano tradito in precedenza e che si erano uniti alla causa del re anziano durante la guerra. Béla mise a disposizione di suo figlio un esercito reale sotto la guida di Rolando Rátót, bano di Slavonia, una figura questa ritenuta gradita al duca Stefano in quanto neutrale durante la guerra civile. A quel punto un numero significativo di cumani si dimostrò pronto a lasciare l'Ungheria. Poiché la loro potenza bellica era importante per Stefano, intorno all'aprile 1266, il duca riuscì a convincerli a non partire più. Successivamente invase la Bulgaria nell'estate del 1266, al fine di punire Giacobbe Svetoslav per il suo tradimento e per l'assalto al Banato di Severin compiuto mentre in Ungheria imperversava la guerra civile. La campagna bulgara finì per ricucire in parte la sfiducia esistente tra Béla e Stefano e fu facilitata dalla presenza dei cumani. Alla fine, Giacobbe Svetoslav dovette accettare nuovamente la sovranità di Stefano. Dopo la campagna Rolando Rátót, il quale aveva partecipato alle operazioni in Bulgaria, venne rimosso dal suo incarico di bano e fu rimpiazzato da Enrico Kőszegi verso la metà del 1267. I suoi possedimenti in Slavonia vennero saccheggiati e devastati. È molto probabile che Béla considerasse la partecipazione di Rátót alla campagna del duca Stefano contro la Bulgaria un abuso di potere, poiché il re aveva concesso a Stefano l'esercito soltanto per ricementare il legame con le tribù cumane. Non è noto se Béla temesse che Stefano, dimostratosi durante la guerra civile un discreto generale, potesse accattivarsi ulteriori alleati durante queste spedizioni. Secondo un atto emesso da Stefano nel 1270, ovvero quando era diventato re, Rolando Rátót perse la fiducia di Béla a causa della «diatriba e delle accuse dei suoi nemici» alla corte reale.

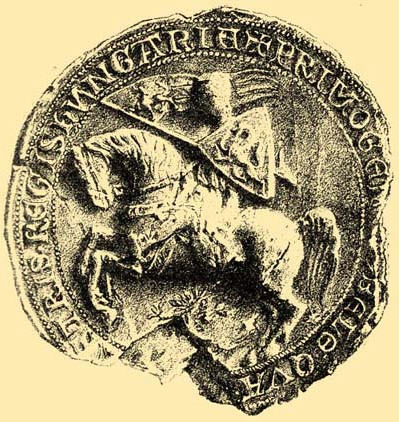
Sigillo del giovane re Stefano (1264)

Vi sono indizi di un'altra ondata di diserzioni dalla corte di Stefano al regno di Béla nel periodo tra il 1266 e il 1268, circostanza la quale dimostra che la fiducia tra padre e figlio non si eclissò mai del tutto dopo la guerra civile. Sia il palatino Domenico Csák che il cancelliere Nicolas Kán decisero di giurare fedeltà a Béla IV alla fine del 1266, cambiando dunque fazione. Secondo Jenő Szűcs, Béla IV e i suoi due figli, Stefano e Béla, confermarono assieme i diritti di tutti i servitori reali dai loro rispettati domini, da quel momento in poi riconosciuti a tutti gli effetti come nobili. Il provvedimento venne dapprima promulgato a Óbuda e poi nuovamente una seconda volta a Strigonio nell'estate del 1267. Lo storico ha ipotizzato che questo gesto fosse stato compiuto allo scopo di riconciliare le parti, considerando che l'accordo dell'anno precedente era ancora pienamente in vigore. Secondo Attila Zsoldos, invece, il re avrebbe organizzato esclusivamente su sua iniziativa l'incontro di Strigonio del 1267, limitandosi a mobilitarsi e a prepararsi per una nuova guerra contro il duca Stefano. Soltanto il duca Béla partecipò all'evento, in occasione del quale, come teorizzato da Zsoldos, i servitori reali invitati del suo regno non apparivano entusiasti all'ipotesi di una nuova guerra civile. Al contrario, chiesero a titolo di priorità al monarca di riconoscere i loro diritti e privilegi; il nome dell'assente Stefano fu incluso nel documento su loro richiesta. Tutti i co-giudici accanto a Béla nell'assemblea sembrarono invece propendere per una soluzione militare ancora una volta. Di conseguenza, Enrico Kőszegi, Lorenzo, figlio di Kemény, Ernye Ákos (i tre generali militari che avevano partecipato durante la guerra civile) e Csák Hahót, allo stesso modo di Paolo Balog e Stefano Csák, membri della dinastia reale, cercarono di incoraggiare un'azione militare contro Stefano. Il re più giovane ordinò al suo confidente, Pietro Kacsics, di rafforzare e difendere a scopo precauzionale il castello di Hollókő nello stesso periodo, ma le tensioni si allentarono a causa delle proteste dei servitori reali di Béla. Il rischio che scoppiasse un nuovo conflitto non si palesò mai più fino al 1270, anno di morte di Béla.
Jenő Szűcs ha sostenuto che la persistente assenza di coesione all'interno del regno incrementò il potere dei latifondisti a scapito del patrimonio della corona, che andava riducendosi progressivamente. Allo stesso tempo, la guerra civile ebbe un effetto dirompente sulla moralità politica. L'ideale del "barone fedele" passò in secondo piano, in quanto divenne lampante che la lealtà poteva essere comprata facilmente. I fenomeni di corruzione causarono la formazione di fazioni all'interno dell'élite aristocratica. Stefano perseguì una politica estera separata, indipendentemente da suo padre. Quando il monarca serbo Stefano Uroš I invase il Banato di Macsó, e Béla IV e suo nipote Béla di Macsó scagliarono un contrattacco nel 1268, l'esercito di Stefano non partecipò al conflitto, nonostante alcuni fossero propensi a intervenire. Tuttavia, vi fu una collaborazione nell'accordo del dopoguerra: la primogenita di Stefano, Caterina, fu data in sposa a Stefano Dragutin, il primogenito ed erede del re Stefano Uroš I. Un'altra doppia alleanza matrimoniale tra Stefano e il re Carlo I di Sicilia rafforzò la posizione internazionale del magiaro nel 1269. In quel frangente Ladislao, figlio di Stefano, sposò la figlia di Carlo, Elisabetta, e il figlio omonimo Carlo II sposò la figlia di Stefano, Maria. Nello stesso anno avvenne la morte del duca Béla di Slavonia, circostanza che influenzò ulteriormente in negativo la salute del monarca malato. Egli perse gradualmente il controllo del suo paese e i confidenti di Stefano guadagnarono posizioni importanti nel suo dominio. Sul letto di morte, Béla IV chiese al re Ottocaro II di Boemia di proteggere sua moglie, la regina Maria, sua figlia duchessa Anna (suocera di Ottocaro) e i suoi alleati dopo la sua morte.

## Incongruenze cronologiche

### Fonti primarie
Alcuni episodi della guerra civile sono raccontati in maniera sporadica da varie fonti (complessivamente più di 50 documenti, perlopiù lettere reali di donazione per fedeltà e servizio), spesso senza ben indicare il contesto o una collocazione temporale. La maggior parte degli scritti presenta una narrazione favorevole a Stefano a causa dell'esito della guerra. Le cronache ungheresi, compresa la Chronica Picta, omettono di menzionare il conflitto dinastico. Le cronache e gli annali austriaci commemorano la guerra senza descrivere e menzionare il casus belli e si limitano a descrivere con «laconica brevità» la morte del cavaliere austriaco Enrico Preussel. Tutti narrano gli eventi collocando la data degli stessi al 1267 o al 1268.
La Continuatio Claustroneoburgensis IV menziona l'esecuzione di Enrico Preussel da parte dello stesso duca Stefano nel 1267. Un'altra cronaca austriaca, la Historia Annorum (scritta da Gutolf von Heiligenkreuz tra 1380 e 1390) riferisce delle vittorie riportate da Stefano durante la guerra civile anche in quell'epoca, forse traendo spunto da una lettera di donazione dall'Ungheria. La Weltchronik di Jans der Enikel, che considera anch'essa il 1267 come anno del conflitto, ingigantisce le circostanze inerenti alla «tragedia» di Preussel con vari elementi di fantasia e topos letterari. Inoltre, la cronaca menziona l'esito della decisiva battaglia di Isaszeg e l'affermazione secondo cui Ottocaro II di Boemia inviò delle  truppe ausiliarie per fornire assistenza al suo vecchio rivale Béla IV. Anche uno degli annali del XV secolo, il Formulario di Somogyvár, menziona la guerra civile citandola in un passaggio e affermando che essa ebbe luogo nell'anno 1267. Sulla base delle cronache austriache, la storiografia ungherese meno recente (si pensi soprattutto a Mór Wertner e allo storico austriaco ottocentesco Alfons Huber) aveva collocato la guerra civile al 1267.

### Analisi storiografiche
Sulla base di carte e documenti contemporanei, lo storico ungherese Gyula Pauler ha determinato la data della guerra civile a cavallo tra il 1264 e il 1265 nella sua monumentale monografia A magyar nemzet története az Árpádházi királyok alatt, Vol. 1-2 ("La storia della nazione ungherese sotto i re arpadi"), pubblicata nel 1899. Pauler ha sostenuto che la battaglia di Isaszeg ebbe luogo all'inizio di marzo 1265, poiché la bozza del trattato di pace tra Béla e Stefano fu presentata a papa Clemente IV alla fine di quel mese. Anche un atto del febbraio 1267 fa riferimento a Lorenzo, figlio di Kemény, come palatino d'Ungheria in carica. Tuttavia, durante la guerra civile, Enrico Kőszegi ricoprì questo ruolo, informazione che esclude l'ipotesi secondo cui la guerra avvenne nel 1267. Confermano quest'ipotesi delle altre lettere di donazione, risalenti al 1265 o al 1266, stilate per ricompensare il servizio militare dei loro sudditi durante la guerra nelle cancellerie del giovane re Stefano e di sua moglie Elisabetta la Cumana dopo la loro vittoria. Sulla base di questi dati frammentari, Pauler ha sostenuto che la guerra civile si trascinò dal giugno 1264 al marzo 1265 circa. La storiografia ungherese (e rumena) ha successivamente accettato la ricostruzione degli eventi compiuta da Pauler. Anche lo storico Attila Zsoldos, il quale ha dedicato la prima monografia alla guerra civile nel 2007, ha considerato verosimili i risultati di Pauler, ma ha collocato la data di inizio nel dicembre 1264. Zsoldos ha scritto che il matrimonio di Béla di Slavonia e Cunegonda di Ascania, al quale parteciparono sia Béla IV che Stefano, ebbe luogo nell'ottobre 1264. Altre fonti confermano che l'attività dei giudici e dei funzionari continuò a svolgersi senza problemi nei mesi autunnali in tutto il regno d'Ungheria, sia nei domini di Béla sia in quelli di Stefano.
Dániel Bácsatyai, che ha tradotto e pubblicato i tre annali del Formulario di Somogyvár nel 2019, ha ritenuto che la prima sezione dell'opera, la quale riporta eventi avvenuti nel XIII secolo, rappresenti la parte più preziosa dell'intero formulario e l'ha ritenuta una fonte affidabile. Il testo narra la guerra civile dell'anno 1267 in modo simile alle cronache austriache. Ciò ha spinto Bácsatyai a tentare di fornire una cronologia differente da quella generalmente accettata in base alle informazioni contenute nelle cronache e negli annali nel suo studio pubblicato sulla rivista Századok nel 2020. Lo storico ha giudicato la Weltchronik di Jans der Enikel come un punto di riferimento attendibile per quanto riguarda gli eventi ungheresi. Secondo la cronaca, i nobili ungheresi (tra cui il "noto" conte Rolando) fuggirono dal campo di battaglia poco prima della lotta a Isaszeg, circostanza che portò alla sconfitta di Béla e alla successiva esecuzione di Enrico Preussel. Bácsatyai ha identificato questo nobile con Rolando Rátót, che però visse in Slavonia per tutto il 1264 e il 1265. Bácsatyai ha però sostenuto che se si considera verosimile la narrazione della Weltchronik non può dirsi lo stesso della sua datazione cronologica, poiché che la guerra non poté avvenire nel 1267. Bácsatyai ha ritenuto che Roland Rátót fosse una figura ben nota in Austria per il suo ruolo nelle campagne militari contro Federico II d'Austria e per la successiva gestione della Stiria ungherese. Inoltre, Bácsatyai ha messo in dubbio anche le date delle lettere di donazione e delle carte reali sopraccitate, le quali sembrano supportare l'ipotesi che guerra civile avvenne nel 1264-1265. Egli attribuisce le date dei documenti sopravvissuti grazie a trascrizioni successive a errori nel processo di copia. Inoltre, è da considerarsi errata anche la data di una carta reale autentica e risalente al 1266, in quanto Stefano omise di definirsi "Signore dei Cumani" (Dux Cumanorum), al contrario di qualsiasi altro documento stilato in quell'anno. Inoltre, Bácsatyai ha sostenuto che quando il nobile Panyit Miskolc ricevette delle donazioni dal duca Stefano nel 1265, il re minore non faceva riferimento al coinvolgimento di Panyit nella guerra civile, ma soltanto nelle successive lettere di donazione (1268, 1270); ciò implicherebbe che la guerra civile non aveva ancora avuto luogo a quel tempo. Bácsatyai ha considerato fondata anche un'informazione fornita unicamente dalla Weltchronik, ovvero il fatto che Ottocaro II inviò 200 rinforzi poco prima della battaglia decisiva di Isaszeg per sostenere Béla IV. Lo storico ha collegato questa notizia all'inventario di un elenco del XVIII secolo e a un estratto dei documenti dell'Abbazia di Kleinmariazell. Una breve nota nel manoscritto contiene una succinta descrizione di una carta del 1267, in cui un certo ministeriale austriaco, Gundakar von Hassbach, si impegnava a donare al monastero la sua abitazione a «Rohrbach» qualora non avesse fatto ritorno «dalla guerra d'Ungheria». Secondo Bácsatyai, Gundakar era tra i 200 uomini che partirono dalla Boemia verso l'Ungheria. Bácsatyai ha affermato che una delle lettere di Kinga di Polonia destinate alla moglie di Ottocaro, Cunegonda di Slavonia, la quale sollecita Ottocaro a intervenire al fianco di Béla IV, confermi la narrazione della cronaca di Jans der Enikel e la sua cronologia (1267). In estrema sintesi, Bácsatyai ha ricostruito gli eventi come segue: si verificarono delle schermaglie su scala minore nel 1262 e nel 1264(-1265) non appianate dagli accordi di pace stipulati con la mediazione del papa. La guerra civile vera e propria tra Béla IV e Stefano scoppiò nel gennaio 1267 e gli scontri si svolsero nella prima metà di quell'anno. L'assemblea dei servitori reali a Strigonio coincise con il termine della guerra civile alla fine dell'estate 1267.
Nel 2020, Attila Zsoldos ha criticato la ricostruzione degli eventi di Bácsatyai sotto diversi profili. L'autore ha messo in dubbio l'affidabilità del Formulario di Somogyvár, sottolineando che la maggioranza delle voci relativa agli eventi del XIII secolo risulta cronologicamente errata, motivo per cui l'anno 1267 come data della guerra civile non può essere considerato inconfutabile. Zsoldos ha criticato l'approccio metodologico adoperato da Bácsatyai con riferimento alle fonti. Benché la Weltchronik sia una fonte totalmente inaffidabile in molti casi a causa degli elementi fittizi che ogni tanto riferisce, Bácsatyai ha sorprendentemente considerato veritiero, in maniera inequivocabile, quanto narrato sulla battaglia di Isaszeg. Zsoldos ha escluso che le truppe ungheresi si fossero macchiate di codardia e, dunque, non scapparono durante la battaglia. Tutti i generali più importanti di Béla furono catturati uno dopo l'altro durante la guerra civile, mentre l'interpretazione di Bácsatyai sul presunto coinvolgimento di Roland Rátót nel conflitto e negli eventi successivi appare illogica e irrealistica. Zsoldos ha criticato l'approccio di Bácsatyai, sostenendo che «aveva dichiarato erroneamente datati i diplomi autentici per avvalorare la sua interpretazione». Zsoldos ha menzionato un'altra carta di Stefano del 1265, la quale conferma che nel 1264-1265 si svolse la guerra civile. Il re minore ricorda che durante la guerra, avvenuta «paulo ante» ("non molto tempo prima"), molti baroni avevano abbandonato la sua causa, mentre Stefano Rátót era rimasto fedele (Bácsatyai ha arbitrariamente omesso di analizzare questa carta tra i documenti relativi alla guerra civile). Poiché la teoria di Bácsatyai non tiene conto delle carte citate, Zsoldos ha bollato la cronologia degli eventi dell'altro studioso come inverosimile. Se la guerra civile ebbe luogo nei primi mesi del 1267, Lorenzo, figlio di Kemény, non sarebbe stato in grado di stilare un documento nel maggio dello stesso anno (come invece fece), poiché egli fu catturato durante l'assedio di Feketehalom e tenuto prigioniero per il resto del conflitto. L'unica ipotesi possibile, poiché Roland Rátót risiedeva già a Zagabria nell'aprile 1267, mentre il duca Stefano si preparava alla guerra contro i cumani in giugno, è che la guerra si esaurì in sole due o tre settimane, se si vuole rispettare l'interpretazione di Bácsatyai. Un'altra carta emessa nel giugno 1267 conferma inoltre che Ernye Ákos, anch'egli catturato durante la guerra civile, era stato recentemente coinvolto in una lite giudiziaria, un evento impossibile da realizzarsi se la guerra civile si fosse svolta in quel periodo. Inoltre, Zsoldos ha fatto notare che sarebbe stato illogico che Stefano sospendesse l'impiego del suo titolo di "Signore dei Cumani" nell'anno in cui intendeva sottometterli; quest'aporia non viene per nulla chiarita da Bácsatyai. Secondo Zsoldos, la partenza di Gundakar von Hassbach per l'Ungheria nel 1267 andrebbe ricondotta a quegli eventi, quando Béla IV cercò invano di allestire i preparativi di una nuova guerra contro il figlio durante l'incontro di Strigonio nell'estate di quell'anno. In quell'anno l'Austria fu coinvolta nel lungo conflitto dinastico ungherese, circostanza che spiega come mai le cronache parlino di eventi prolungati sotto un unico anno (1267). Nel tentativo di replicare a queste critiche, Dániel Bácsatyai ha rimarcato la contemporaneità della Continuatio Claustroneoburgensis IV. Inoltre, ha citato un'altra cronaca austriaca (Continuatio Vindobonensis), la quale testimonia la morte di Preussel nel conflitto tra Béla e Stefano nel 1267, così come molti altri eventi realmente accaduti all'epoca (ad esempio la morte di Ottone III di Brandeburgo e l'attività del legato pontificio Guido a Vienna). Bácsatyai ha sottolineato che, in termini di stesura, le cronache austriache sono fonti indipendenti l'una dall'altra, motivo per cui è improbabile che ogni autore abbia scelto l'anno 1267 come sintesi degli eventi precedenti della guerra civile. Bácsatyai ha dichiarato inoltre che, malgrado le principali operazioni della guerra si esaurirono nel giro di poche settimane, la battaglia finale di Isaszeg ebbe luogo più tardi, ovvero intorno ad aprile-maggio 1267 (Béla IV ordinò alle forze slave di Rolando Rátót di unirsi all'esercito reale, forse a causa della sua situazione, quando Stefano avanzò nell'Ungheria centrale).